# Misiones españolas en California

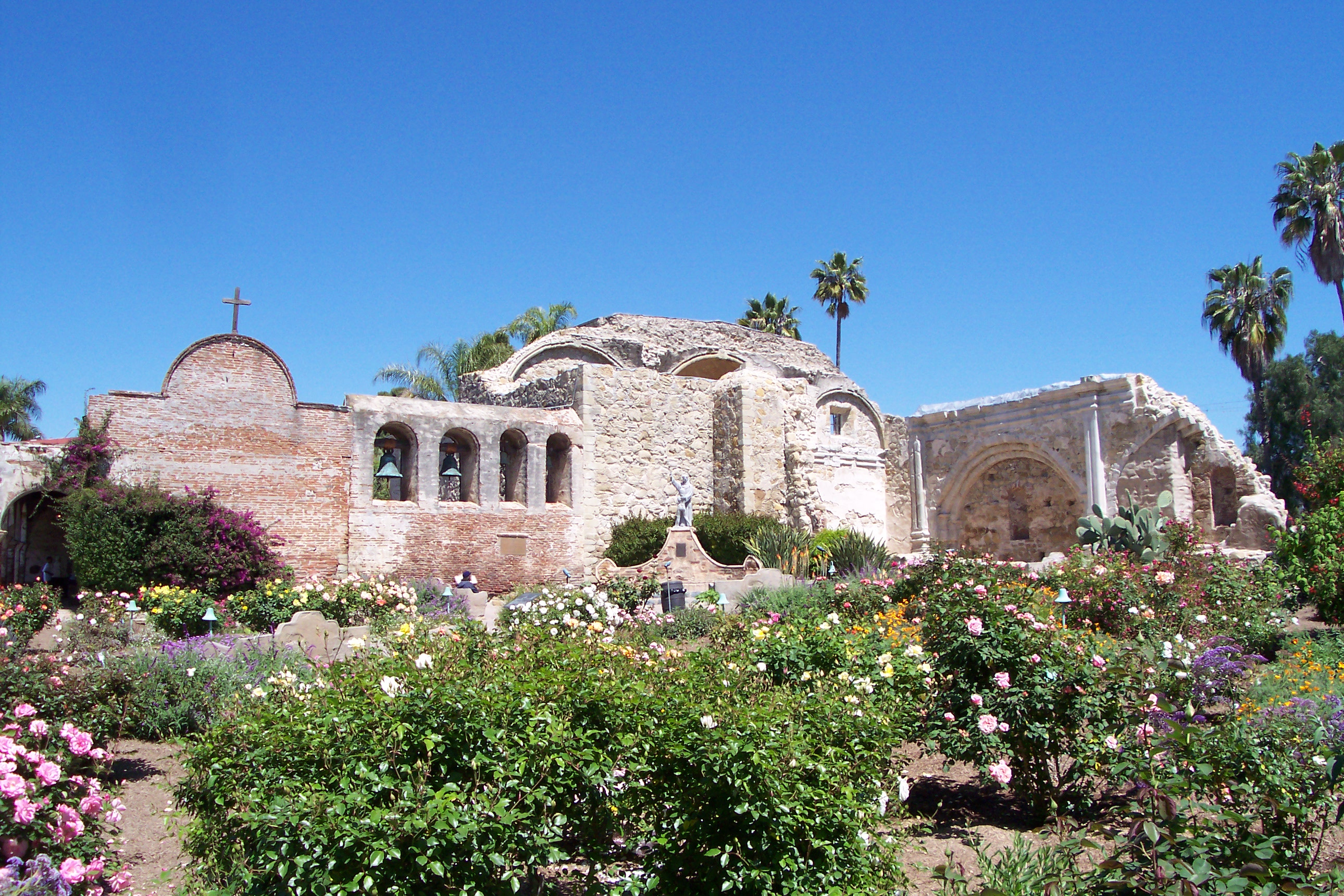
Vista de la misión San Juan Capistrano. A la izquierda está la fachada de la primera iglesia de adobe con su espadaña; detrás del campanario está el Jardín Sagrado. La Misión se ha ganado la reputación de ser la más encantadora de las ruinas franciscanas.

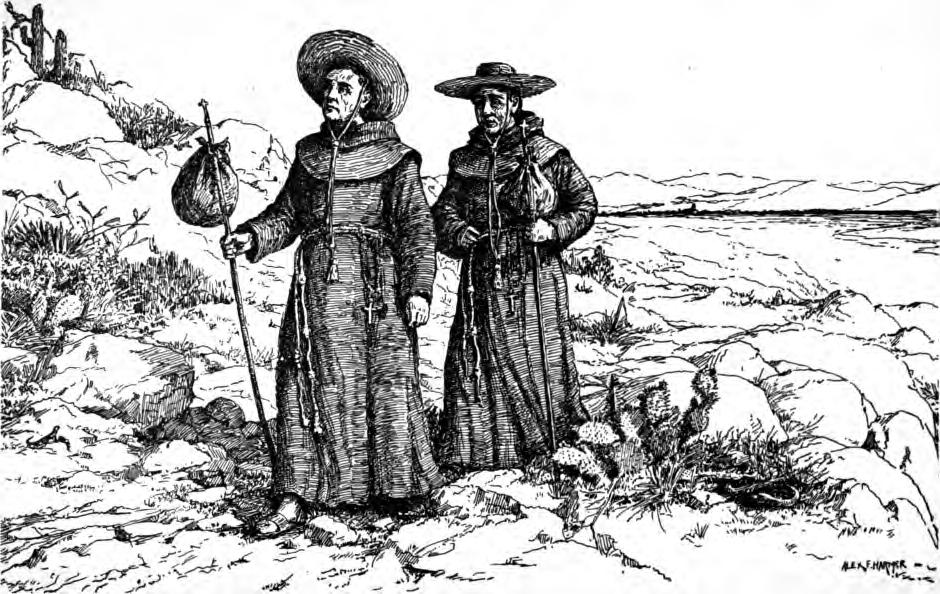
Los misioneros como vinieron y se fueron. Los franciscanos de las misiones de California vestían de gris, en contraste con el marrón que utilizan habitualmente.

Las misiones españolas en California comprenden una serie de 21 puestos de avanzada o misiones religiosas establecidas entre 1769 y 1833 en lo que es el estado estadounidense de California. Fundadas por sacerdotes católicos de la orden franciscana para evangelizar a los nativos americanos, las misiones condujeron a la creación de la provincia de Alta California en la Nueva España y formaron parte de la expansión del imperio español en las partes más septentrionales y occidentales de la Norteamérica española.
Para 1808, el rey de España, Fernando VII, había sido encarcelado por los franceses, y la financiación de la nómina militar y las misiones en California cesaron. En septiembre de 1821, México logró la independencia de España, aunque no se pudo hacer cargo del territorio hasta el 10 de noviembre de 1822 con el nombramiento de Luis Antonio Argüello y solo restableció parte de las nóminas. Los 21 000 nativos de las misiones producían en esa época cuero, sebo, lana y textiles, y los productos de cuero se exportaban a Boston, América del Sur y Asia. Este sistema de comercio sostuvo la economía española americana desde 1810 hasta 1830. 
Las misiones comenzaron a perder el control sobre la tierra en la década de 1820, cuando los militares no remunerados la invadieron de manera no oficial, pero oficialmente las misiones mantuvieron la autoridad sobre los neófitos nativos y el control de las propiedades de la tierra hasta la década de 1830. En el punto álgido de su desarrollo, en 1832, el sistema de misiones costeras controlaba una superficie equivalente a aproximadamente una sexta parte de la Alta California. El gobierno de esta secularizó las misiones tras la aprobación de la Ley de secularización mexicana de 1833, la cual dividió sus tierras en concesiones, con lo que se legitimó y completó la transferencia de las tierras de las congregaciones a los comandantes militares y a sus hombres más leales; estas se convirtieron en muchos de los ranchos de California.
Los edificios de las misiones que sobreviven son las estructuras más antiguas del estado y sus monumentos históricos más visitados. Se han convertido en un símbolo de California, apareciendo en muchas películas y programas de televisión, y son una inspiración para el Estilo Misión. Las ciudades más antiguas de California se formaron alrededor o cerca de las misiones españolas, incluyendo las cuatro más grandes: Los Ángeles, San Diego, San José y San Francisco.

## Planificación, estructura y cultura

### Planificación y visión general
Antes de 1754, las concesiones de tierras para misiones eran hechas directamente por la Corona Española. Pero dado lo remoto de los lugares y las dificultades inherentes a la comunicación con los gobiernos territoriales, se transfirió el poder a los virreyes de Nueva España para conceder tierras y establecer misiones en América del Norte. Los planes para las misiones de la Alta California se establecieron bajo el reinado de Carlos III, y fueron la respuesta, al menos en parte, a los avistamientos de comerciantes de pieles rusos a lo largo de la costa de California a mediados del siglo XVIII. Las misiones debían estar conectadas por una ruta terrestre que más tarde se conocería como el Camino Real. La detallada planificación y dirección de las misiones sería llevada a cabo por Junípero Serra, quien, en 1767 y junto con otros sacerdotes, había tomado el control de un grupo de misiones en la península de Baja California previamente administradas por los jesuitas.
El reverendo Fermín Francisco de Lasuen retomó la labor de Serra y estableció nueve sitios más de misiones, desde 1786 hasta 1798; otros establecieron los tres últimos recintos, junto con al menos cinco asistencias.

### Planes archivados
El trabajo en el conjunto de misiones costeras concluyó en 1823. Los planes para construir una vigésima segunda misión en Santa Rosa en 1827 fueron cancelados.
El reverendo Esteban Tápis propuso establecer una misión en una de las islas del archipiélago del Norte frente al puerto de San Pedro en 1784, siendo Santa Catalina o Santa Cruz (conocida como Limú para los residentes Tongva) los lugares más probables, con el razonamiento de que una misión en alta mar podría haber atraído a personas potenciales de ser convertidas que no vivían en tierra firme, y podría haber sido una medida eficaz para restringir las operaciones de contrabando. El gobernador José Joaquín de Arrillaga aprobó el plan al año siguiente; sin embargo, un brote de sarampión, que causó la muerte de unos 200 tongva, unido a la escasez de tierras para la agricultura y el agua potable, dejó en duda el éxito de esa empresa, por lo que no se hizo ningún esfuerzo por fundar una misión en la isla.
En septiembre de 1821, el reverendo Mariano Payeras, Comisario Prefecto de las misiones de California, visitó la Cañada de Santa Ysabel al este de la Misión de San Diego de Alcalá como parte de un plan para establecer toda una red de misiones en el interior. La Asistencia Santa Ysabel había sido fundada en 1818 como una misión madre; sin embargo, el plan de expandirse más allá nunca llegó a realizarse.

### Ubicaciones: selección y diseño

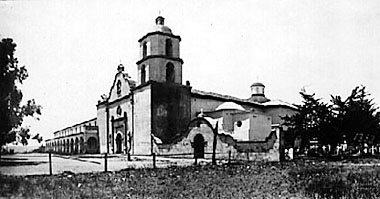
Misión San Luis Rey de Francia, alrededor de 1910. Esta misión es arquitectónicamente distintiva debido a sus fuertes líneas moriscas.

Además del presidio y el pueblo, la misión fue uno de los tres principales organismos empleados por la soberanía española para ampliar sus fronteras y consolidar sus territorios americanos. Las asistencias eran misiones de pequeña escala que celebraban regularmente misa en días de obligación pero carecían de un sacerdote residente; al igual que las misiones, estos asentamientos se establecían típicamente en zonas con altas concentraciones de potenciales conversos nativos. Los californianos españoles nunca se habían alejado de la costa al establecer sus asentamientos; la Misión Nuestra Señora de la Soledad, la situada más al interior, estaba a solo unos 48 kilómetros de la costa.
Cada misión se vio obligada a ser autosuficiente, ya que los medios de suministro existentes eran inadecuados para mantener una colonia de cualquier tamaño. California estaba a meses de distancia de la base más cercana en el México colonizado, y los buques de carga de la época eran demasiado pequeños para llevar en sus bodegas raciones para algo más que unos meses. Para mantener una misión, los sacerdotes requerían que los nativos americanos convertidos, llamados neófitos, cultivaran cosechas y cuidaran del ganado en el volumen necesario para mantener un establecimiento de tamaño medio. La escasez de materiales importados, junto con la falta de mano de obra especializada, obligó a los misioneros a emplear materiales y métodos sencillos en la construcción de los edificios de la misión.

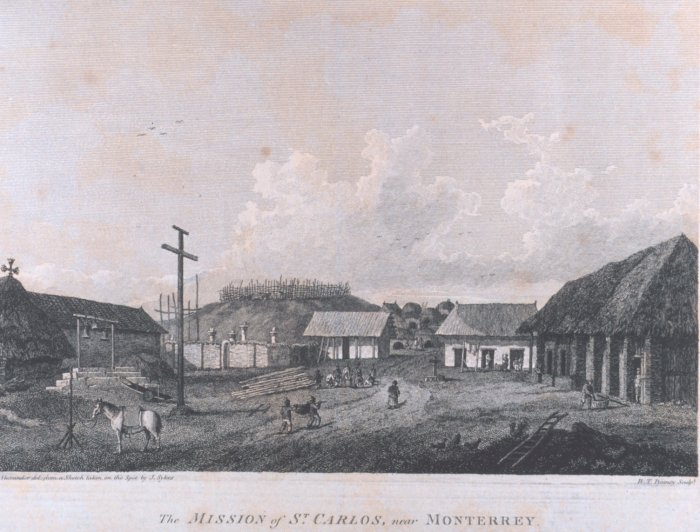
Un dibujo de la Misión San Carlos Borromeo de Carmelo realizado por el capitán George Vancouver muestra los terrenos tal y como se encontraban en noviembre de 1792. De A Voyage of Discovery to the North Pacific Ocean and Round the World.

Aunque las misiones eran consideradas como empresas temporales por la jerarquía española, el desarrollo de un asentamiento no era simplemente una cuestión de capricho sacerdotal. La fundación de una misión seguía normas y procedimientos de larga duración; el papeleo que implicaba requería meses, a veces años de correspondencia, y exigía la atención de prácticamente todos los niveles de la burocracia. Una vez autorizados a erigir una misión en una zona determinada, los hombres asignados a ella elegían un sitio específico que contaba con un buen suministro de agua, mucha madera para los fuegos y los materiales de construcción, y amplios campos para el pastoreo de los rebaños y la cría de cultivos. Los sacerdotes bendecían el sitio, y con la ayuda de su escolta militar construían refugios temporales con ramas de árboles o estacas, techados con paja o cañas. Fueron estas sencillas chozas las que finalmente dieron paso a las construcciones de piedra y adobe que existen hasta el presente.
La primera prioridad al comenzar un asentamiento era la ubicación y construcción de la iglesia. La mayoría de los santuarios de las misiones estaban orientados en un eje aproximadamente este-oeste para aprovechar al máximo la posición del sol para la iluminación interior; la alineación exacta dependía de las características geográficas del sitio en particular. Una vez seleccionado el lugar para la iglesia, se marcaba su posición y se trazaba el resto del complejo de la misión. Los talleres, las cocinas, las viviendas, los almacenes y otras construcciones auxiliares solían agruparse en forma de cuadrángulo, dentro del cual solían tener lugar las celebraciones religiosas y otros acontecimientos festivos. El cuadrángulo raramente era un cuadrado perfecto porque los misioneros no tenían instrumentos de medición a su disposición y simplemente medían todas las dimensiones a pie. Algunos relatos fantasiosos sobre la construcción de las misiones afirmaban que se habían incorporado túneles en el diseño, para utilizarlos como medio de salida de emergencia en caso de ataque; sin embargo, nunca se han descubierto pruebas históricas (escritas o físicas) que respalden estas afirmaciones.

### Reclutamiento de nativos

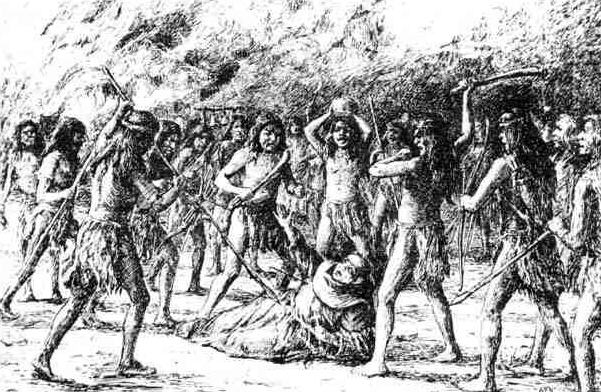
Ilustración que muestra la muerte del reverendo Luis Jayme por nativos en la Misión San Diego de Alcalá, el 4 de noviembre de 1775. El levantamiento fue el primero de una docena de incidentes similares que tuvieron lugar en la Alta California durante el período de la Misión; sin embargo, la mayoría de las rebeliones tendieron a ser localizadas y de corta duración debido al mejor armamento de los españoles (la resistencia de los nativos tomó más a menudo la forma de no cooperación, el regreso a sus tierras natales y las incursiones contra el ganado de la misión).

Las misiones de la Alta California, conocidas como reducciones o congregaciones, fueron asentamientos fundados por los colonizadores españoles del Nuevo Mundo con el propósito de asimilar totalmente las poblaciones indígenas a la cultura europea y a la religión católica. Era una doctrina establecida en 1531, que basaba el derecho del Estado español sobre la tierra y las personas de las Indias en el encargo papal de evangelizarlas. Se empleó en todos los lugares donde las poblaciones indígenas no estaban concentradas en pueblos nativos. Los indios se congregaban en torno a la misión propiamente dicha mediante el reasentamiento forzoso, en el que los españoles los atraían de lo que consideraban como un estado indisciplinado, con la ambición de convertirlos en miembros civilizados de la sociedad colonial. No se tuvo en cuenta la cultura de los nativos, desarrollada a lo largo de 8000 años. Un total de 146 frailes menores, en su mayoría españoles de nacimiento, fueron ordenados sacerdotes y sirvieron en California entre 1769 y 1845. Sesenta y siete misioneros murieron en sus puestos (dos como mártires, los sacerdotes Luis Jayme y Andrés Quintana), mientras que el resto regresó a Europa por enfermedad, o al completar su compromiso de servicio de diez años. Como las reglas de la Orden Franciscana prohibían a los frailes vivir solos, se asignaron dos misioneros a cada asentamiento, aislados en el convento de la misión. A estos el gobernador les asignó una guardia de cinco o seis soldados bajo el mando de un cabo, que generalmente actuaba como administrador de los asuntos temporales de la misión, sujeto a la dirección de los sacerdotes.
Los indios fueron atraídos inicialmente a los recintos de la misión por regalos de comida, cuentas de colores, trozos de tela de colores brillantes y baratijas. Una vez que un nativo americano era bautizado, se le etiquetaba como un neófito, o nuevo creyente. Esto ocurría solo después de un breve período durante el cual los iniciados eran instruidos en los aspectos más básicos de la fe católica. Pero, mientras que muchos nativos fueron atraídos a unirse a las misiones por curiosidad y deseo de participar y dedicarse al comercio, muchos se vieron atrapados una vez que fueron bautizados. Por otro lado, los indios formaban parte de las milicias en cada misión y tenían un papel en el gobierno de la misión.
Para los sacerdotes, un indio bautizado ya no era libre de moverse por el país, sino que tenía que trabajar y rendir culto en la misión bajo la estricta observancia de los sacerdotes y supervisores, que los llevaban a las misas y labores diarias. Si un indio no se presentaba a sus obligaciones durante unos días, se le buscaba y si se descubría que se había marchado sin permiso, se le consideraba como fugitivo. Se organizaban expediciones militares a gran escala para acorralar a los neófitos fugados. A veces, los franciscanos permitían que los neófitos escaparan de las misiones, o les permitían visitar su pueblo natal. Sin embargo, los franciscanos solo lo permitían para poder seguir en secreto a los neófitos; al llegar al pueblo y capturar a los fugitivos, llevaban a los indios a las misiones, a veces hasta 200 o 300 indios.

En una ocasión, escribe Hugo Reid, llegaron hasta el actual Rancho del Chino, donde ataron y azotaron a cada hombre, mujer y niño del lugar, y llevaron a parte de ellos de vuelta... En el camino hicieron lo mismo con los del lugar de San José. Al llegar a casa se les ordenó que arrojaran sus arcos y flechas a los pies del sacerdote, y que se sometieran. Los recién nacidos fueron bautizados, así como todos los menores de ocho años; los primeros se quedaron con sus madres, pero los segundos se mantuvieron apartados de toda comunicación con sus padres. La consecuencia fue, primero, que las mujeres aceptaron el rito y lo recibieron, por el amor con que tuvieron a sus hijos; y finalmente los varones cedieron con el fin de disfrutar una vez más de la compañía de la esposa y la familia. El matrimonio se llevó a cabo entonces, y así esta raza contaminada, a su vista y la de su parentela, se convirtió en seguidora de Cristo.

En 1806, un total de 20 355 nativos estaban adscritos a las misiones de California (la cifra más alta registrada durante el periodo de las misiones); bajo el gobierno mexicano, la cifra se elevó a 21 066 (en 1824, año récord durante toda la época de las misiones franciscanas). Entre 1769 y 1834, los franciscanos bautizaron a 53 600 nativos adultos y enterraron a 37 000. El Dr. Cook estima que 15 250, o un 45 % del descenso de la población, fue causado por enfermedades. Dos epidemias de sarampión, una en 1806 y otra en 1828, causaron muchas muertes. Las tasas de mortalidad eran tan altas que las misiones dependían constantemente de nuevas conversiones.

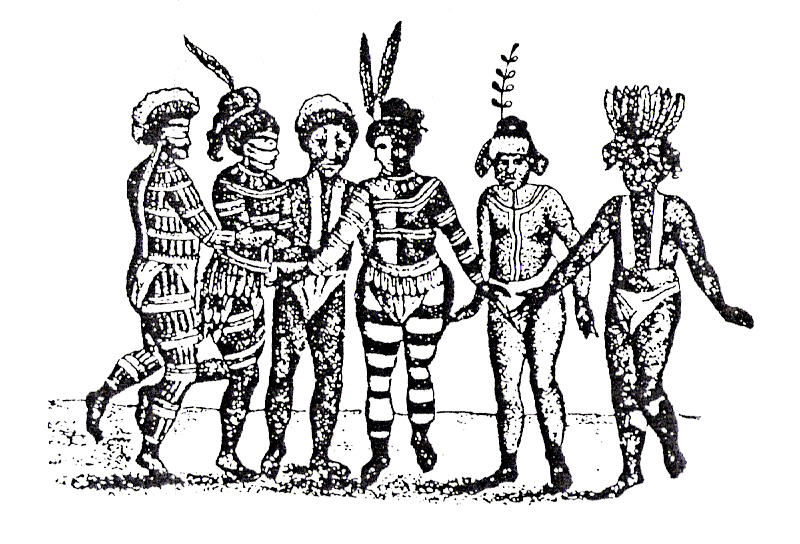
Georg von Langsdorff, uno de los primeros visitantes de California, dibujó un grupo de bailarines costanos en la Misión San José en 1806. «El pelo de esta gente es muy grueso, denso y está erguido; en algunos está empolvado con plumas de plumón», señaló Langsdorff. «Sus cuerpos están fantásticamente pintados con polvo de carbón, arcilla roja y tiza. El primer bailarín está adornado por todas partes con plumas de plumón, lo que le da un aspecto de mono; el último ha tenido la caprichosa idea de pintar su cuerpo para imitar el uniforme de un soldado español, con sus botas, medias, calzones y prendas superiores».

Las jóvenes nativas debían residir en el monacato bajo la supervisión de una matrona nativa de confianza que se encargaba de su bienestar y educación. Las mujeres solo salían del convento después de haber sido «ganadas» por un pretendiente indio y se las consideraba listas para el matrimonio. Siguiendo la costumbre española, el cortejo tenía lugar a ambos lados de una ventana enrejada. Después de la ceremonia del matrimonio, la mujer se mudaba del recinto de la misión a una de las cabañas familiares. Esta especie de conventos eran considerados una necesidad por los sacerdotes, que sentían que las mujeres necesitaban ser protegidas de los hombres, tanto indios como de razón (hombres instruidos, es decir, europeos). Las condiciones de hacinamiento e insalubridad en que vivían las muchachas contribuían a la rápida propagación de enfermedades y al descenso de la población. A veces murieron tantas que muchos de los nativos residentes en las misiones instaron a los sacerdotes a asaltar nuevas aldeas para facilitarles más mujeres. A 31 de diciembre de 1832 (el pico del desarrollo del sistema de misiones) los sacerdotes de las misiones habían realizado un total de 87 787 bautismos y 24 529 matrimonios, y habían registrado 63 789 muertes.
Los neófitos fueron mantenidos en recintos de las misiones bien vigilados. La política de los franciscanos era mantenerlos constantemente ocupados. «Si el indio no trabajaba», escribe C. D. Willard, «se le mataba de hambre y se le azotaba. Si se escapaba, lo perseguían y lo traían de vuelta».
Las campanas eran de vital importancia para la vida diaria en cualquier misión. Se tocaban a la hora de comer, para llamar a los residentes de la misión al trabajo y a los servicios religiosos, durante los nacimientos y los funerales, para señalar la llegada de un barco o el regreso del misionero, y en otras ocasiones; a los novicios se les instruía en los intrincados rituales asociados con el toque de las campanas de la misión. La rutina diaria comenzaba con la misa del amanecer y las oraciones de la mañana, seguidas de la instrucción de los nativos en las enseñanzas de la fe católica. Después de un generoso (según los estándares de la época) desayuno de atole, a los hombres y mujeres sanos se les asignaban las tareas del día. Las mujeres se dedicaban a la costura, el tejido, el bordado, el lavado y la cocina, mientras que algunas de las más fuertes molían harina o llevaban ladrillos de adobe (de 55 libras o 25 kg cada uno) a los hombres que se dedicaban a la construcción. Los hombres hacían una variedad de trabajos, habiendo aprendido de los misioneros cómo arar, sembrar, irrigar, cultivar, cosechar, trillar y espigar. Además, se les enseñó a construir casas de adobe, curtir pieles de cuero, esquilar ovejas, tejer alfombras y ropa de lana, hacer cuerdas, jabón, pintura y otras tareas útiles.

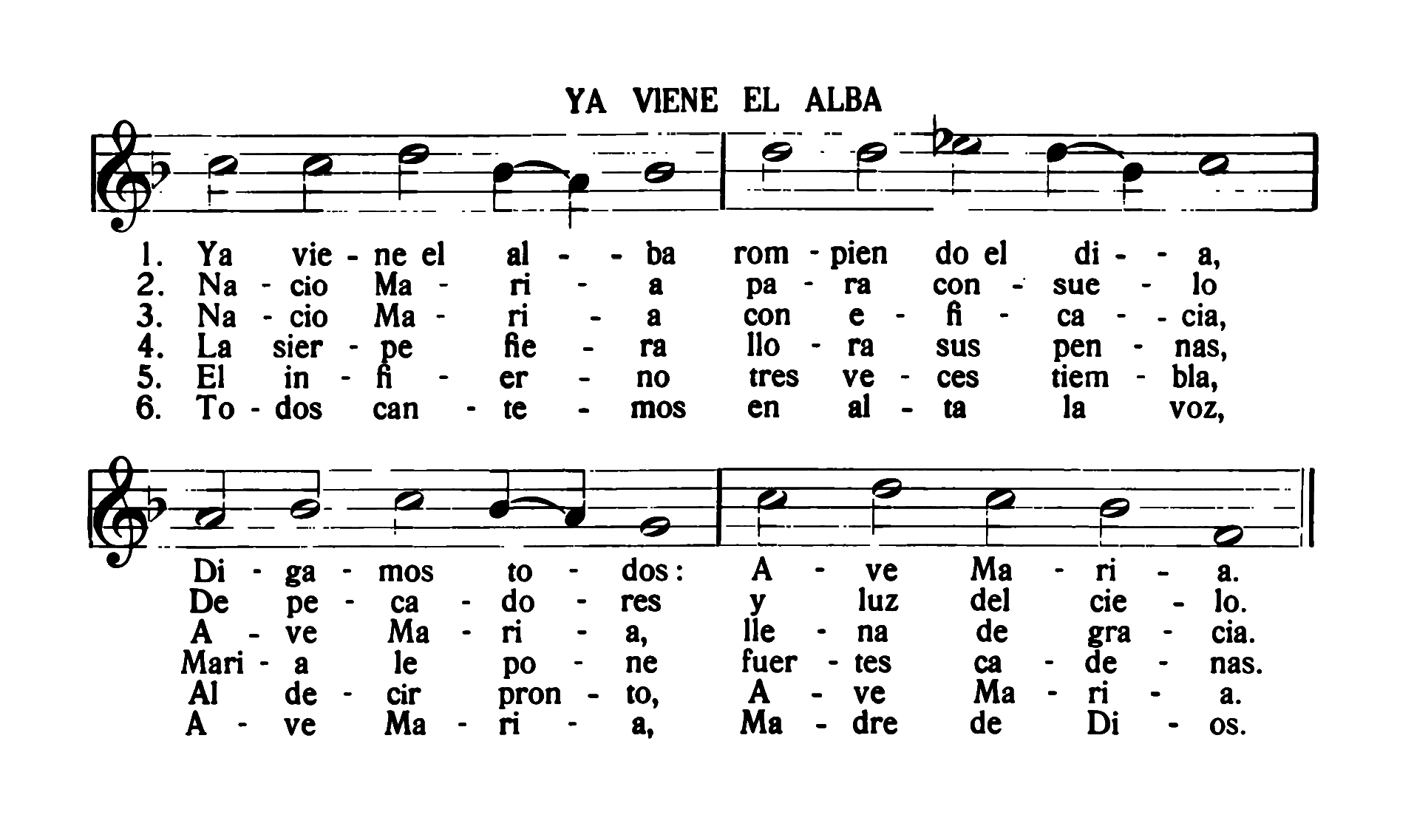
Ya viene el alba, típico de los himnos cantados en las misiones

La jornada laboral era de seis horas, interrumpida por la comida (almuerzo) alrededor de las 11 de la mañana y una siesta de dos horas, y terminaba con las oraciones de la tarde y el rosario, la cena y las actividades sociales. Alrededor de 90 días de cada año eran designados como días festivos religiosos o civiles, libres de trabajo manual. La organización laboral de las misiones se asemejaba a una plantación de esclavos en muchos aspectos. Los extranjeros que visitaban las misiones comentaban que el control de los sacerdotes sobre los indios parecía excesivo, pero necesario dado el aislamiento y la desventaja numérica de los hombres blancos. A los nativos no se les pagaban salarios ya que no se les consideraba trabajadores libres y, como resultado, las misiones podían beneficiarse de los bienes producidos por los indios de las misiones en detrimento de los otros colonos españoles y mexicanos de la época que no podían competir económicamente con la ventaja del sistema de misiones.
Los franciscanos comenzaron a enviar neófitos a trabajar como sirvientes de los soldados españoles en los presidios. A cada presidio se le proporcionó tierra, el rancho del rey, que sirvió como pasto para el ganado y como fuente de alimento para los soldados. Teóricamente, los soldados debían trabajar estas tierras ellos mismos, pero en pocos años los neófitos hacían todo el trabajo en el rancho del presidio y, además, trabajaban de sirvientes para los soldados. Aunque prevalecía la ficción de que los neófitos recibirían un salario por su trabajo, no se intentó cobrar el salario por estos servicios después de 1790. Está registrado que los neófitos realizaban el trabajo «bajo una obligación absoluta».
En los últimos años se ha debatido mucho sobre el trato de los sacerdotes a los indios durante el período de las misiones, y muchos creen que el sistema de estas en California es directamente responsable de la decadencia de las culturas nativas. Desde la perspectiva del sacerdote español, sus esfuerzos fueron un intento bienintencionado de mejorar la vida de los nativos paganos.

Los misioneros de California eran hombres bien intencionados y devotos... cuyas actitudes hacia los indios iban desde el afecto genuino (aunque paternalista) hasta el asco iracundo. Estaban mal equipados y no deseaban realmente entender las complejas y radicalmente diferentes costumbres de los nativos americanos. Usando los estándares europeos, condenaron a los indios por vivir en un desierto, por adorar a dioses falsos o a ningún Dios, y por no tener leyes escritas, ejércitos permanentes, fuertes o iglesias.

### Industrias de las misiones

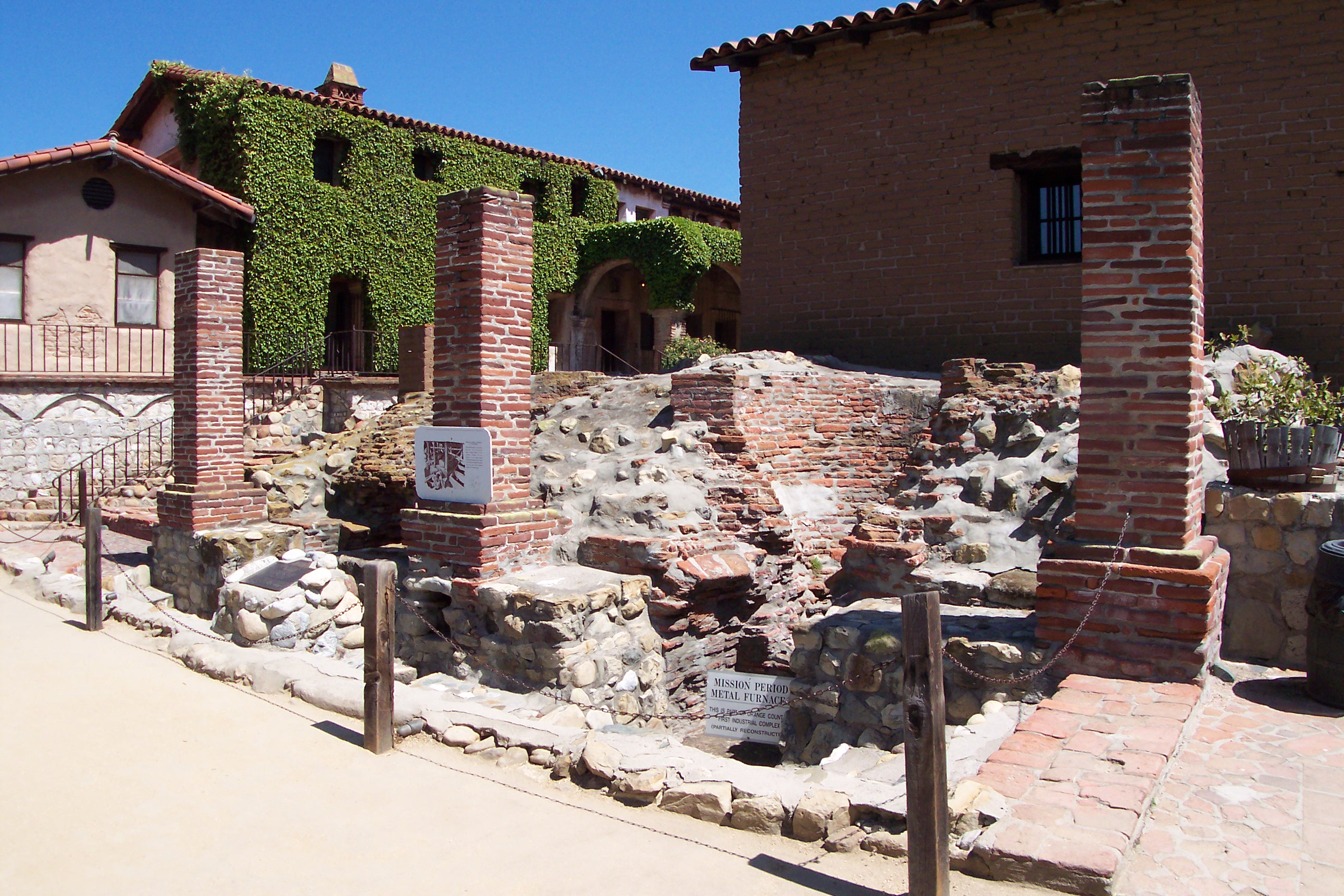
Vista de las llamadas fraguas catalanas en la Misión San Juan Capistrano, las instalaciones más antiguas de su tipo existentes (alrededor de 1790) en el estado de California. El letrero en la esquina inferior derecha proclama que el sitio es ...parte del primer complejo industrial del condado de Orange.

El objetivo de las misiones era, sobre todo, llegar a ser autosuficientes en un plazo relativamente corto. La agricultura, por lo tanto, era la industria más importante de cualquier misión. La cebada, el maíz y el trigo estaban entre los cultivos más comunes. Los granos de cereal se secaban y se molían con piedra para convertirlos en harina. Incluso en época contemporánea, California es bien conocida por la abundancia y las variedades de árboles frutales que se cultivan en todo el estado. Sin embargo, las únicas frutas autóctonas de la región consistían en bayas silvestres o crecían en pequeños arbustos. Los misioneros españoles trajeron semillas de frutas de Europa, muchas de las cuales habían sido introducidas desde Asia tras expediciones anteriores al continente; las semillas de naranja, uva, manzana, melocotón, pera e higuera se encontraban entre las más prolíficas de las importaciones. Las uvas también se cultivaban y fermentaban en vino para su uso sacramental y, de nuevo, para el comercio. La variedad específica, llamada uva Criolla o Misión, se plantó por primera vez en la Misión San Juan Capistrano en 1779, y de la bodega de esta surgió, en 1783, el primer vino producido en la Alta California. La ganadería también se convirtió en una importante industria de la misión, ya que se criaban rebaños de ganado vacuno y ovino.
La Misión San Gabriel Arcángel fue testigo, sin saberlo, del origen de la industria citrícola de California con la plantación del primer huerto importante de la región en 1804, aunque el potencial comercial de los cítricos no se materializó hasta 1841. Las aceitunas (cultivadas por primera vez en la Misión San Diego de Alcalá) se cultivaban, maduraban y prensaban bajo grandes ruedas de piedra para extraer su aceite, tanto para su uso en la misión como para el comercio de otros productos. El reverendo Serra reservó una parte de los jardines de la Misión del Carmelo en 1774 para plantas de tabaco, una práctica que pronto se extendió por todo el sistema de misiones.
También era responsabilidad de las misiones proporcionar a los fuertes o presidios españoles los alimentos y productos manufacturados necesarios para sostener las operaciones. Era motivo constante de disputa entre misioneros y soldados cuántas fanegas de cebada, o cuántas camisas o mantas tenía que proporcionar la misión a las guarniciones en un año determinado. A veces estos requisitos eran difíciles de cumplir, especialmente durante los años de sequía, o cuando los tan esperados envíos del puerto de San Blas no llegaban. Los españoles mantenían registros meticulosos de las actividades de la misión, y cada año se presentaban informes al padre presidente que resumían tanto el estado material como el espiritual de cada uno de los asentamientos.

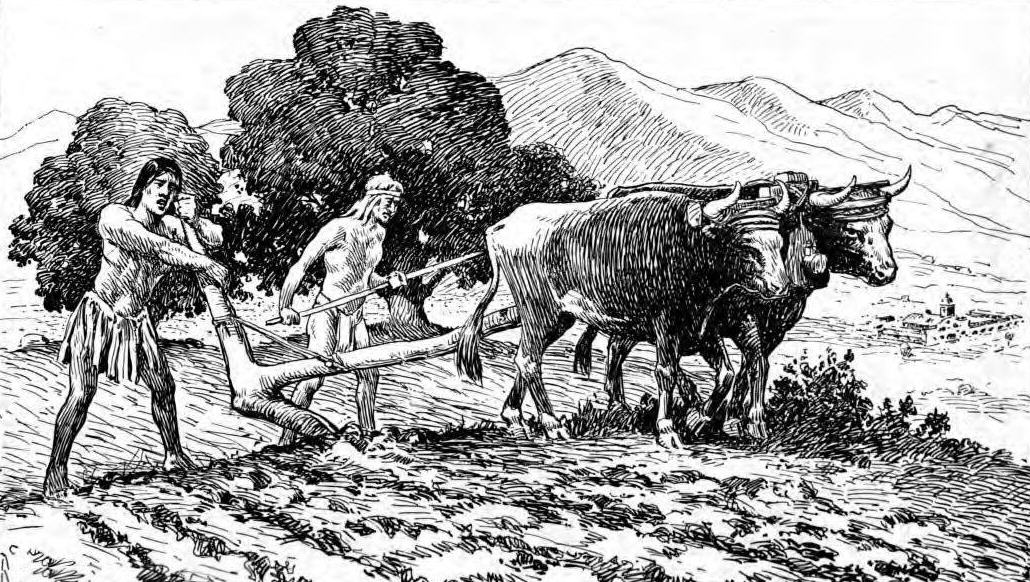
Nativos utilizando un arado primitivo para preparar un campo de siembra cerca de la Misión San Diego de Alcalá

Se criaba ganado, no solo para obtener carne, sino también para lana, cuero y sebo, y para cultivar la tierra. En 1832, en el apogeo de su prosperidad, las misiones poseían en conjunto:
- 151 180 cabezas de ganado vacuno;
- 137 969 ovejas;
- 14 522 caballos;
- 1575 mulas o burros;
- 1711 cabras; y
- 1164 cerdos.[28]

Todos estos animales de pastoreo fueron originalmente llevados desde México. Se requerían muchos indios para cuidar los rebaños y manadas en los ranchos de la misión, lo que creó la necesidad de «...una clase de jinetes apenas superada en ningún lugar». Estos animales se multiplicaron más allá de las expectativas de los colonos, a menudo sobrepasando los pastos y extendiéndose mucho más allá de los dominios de las misiones. Los rebaños de caballos y vacas se adaptaron bien al clima y a los extensos pastos de la región costera de California, pero a un alto precio para los nativos americanos de California. La propagación descontrolada de estas nuevas manadas, y las especies de plantas exóticas invasoras asociadas, agotaron rápidamente las plantas nativas de los pastizales y los chaparrales y bosques de los que dependían los indios para sus cosechas de semillas, follaje y bulbos. Los problemas de pastoreo y sobrepastoreo también fueron reconocidos por los españoles, que periódicamente organizaban matanzas para sacrificar a los miles de animales excedentes, cuando las poblaciones de rebaños crecían más allá de su control o de la capacidad de la tierra. Los años de sequía severa también actuaban así.
Las cocinas y panaderías de la misión preparaban y servían miles de comidas cada día. Las velas, el jabón, la grasa y los ungüentos se hacían con sebo (grasa animal) en grandes cubas. También se encontraban cubas para teñir la lana y curtir el cuero, y telares primitivos para tejer. Las grandes bodegas proporcionaban un almacenamiento a largo plazo para los alimentos en conserva y otros materiales tratados. 

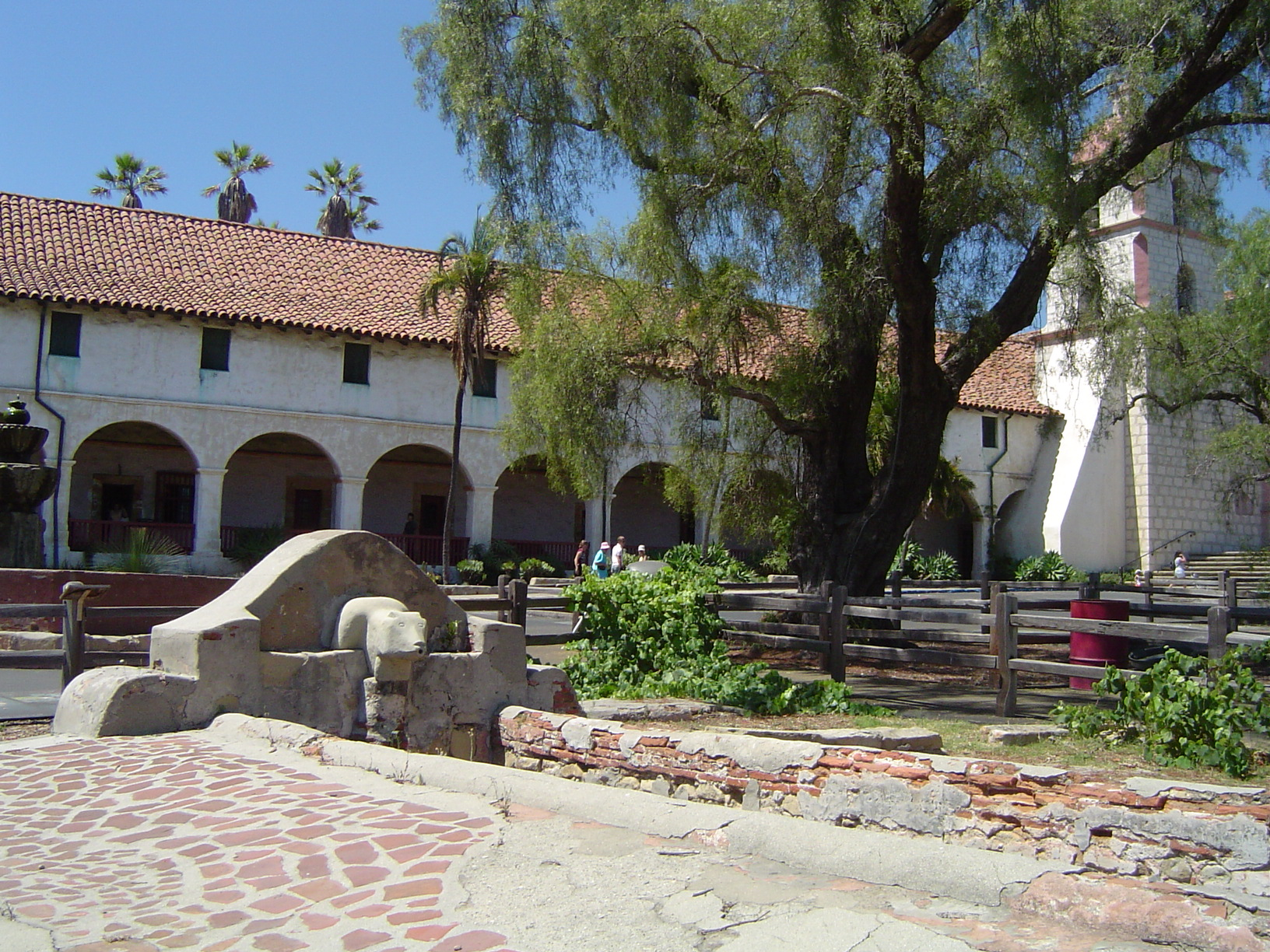
La lavandería de la Misión Santa Bárbara fue construida por neófitos chumash alrededor de 1806

Cada misión tuvo que fabricar prácticamente todos sus materiales de construcción con materiales locales. Los trabajadores de la carpintería daban forma a las vigas, dinteles y otros elementos estructurales; los artesanos más hábiles tallaban puertas, muebles e instrumentos de madera. Para ciertos usos, los ladrillos se cocinaban en hornos para fortalecerlos y hacerlos más resistentes a la intemperie; cuando las tejas reemplazaban a los tejados convencionales de jacal (cañas densamente compactadas) se introducían también en los hornos para endurecerlas. Las ollas, platos y botes de cerámica esmaltada también se hacían en los hornos de las misiones.
Antes del establecimiento de las misiones, los pueblos nativos solo sabían utilizar el hueso, las conchas marinas, la piedra y la madera para la construcción, la fabricación de herramientas, armas, etc. Los misioneros establecieron un entrenamiento en habilidades y métodos europeos; en agricultura, artes mecánicas, y en la crianza y cuidado del ganado. Todo lo que consumían y utilizaban los nativos se producía en las misiones bajo la supervisión de los sacerdotes; así, los neófitos no solo se mantenían a sí mismos, sino que después de 1811 sostenían todo el gobierno militar y civil de California. La fundición de la Misión San Juan Capistrano fue la primera en introducir a los indios en la Edad del Hierro. El herrero usó las forjas de la misión (las primeras de California) para fundir y moldear el hierro en todo, desde herramientas básicas (como clavos) hasta cruces, puertas, bisagras e incluso cañones para la defensa de la misión. El hierro en particular era una mercancía que la misión adquiría únicamente a través del comercio, ya que los misioneros no tenían ni los conocimientos ni la tecnología para extraer y procesar minerales metálicos.
Ningún estudio de las misiones está completo sin mencionar sus extensos sistemas de suministro de agua. Los acueductos, a veces de varios kilómetros de largo, conducían agua fresca de un río o manantial cercano al lugar de la misión. Las zanjas abiertas o cubiertas y/o tuberías de arcilla cocida, unidas con mortero de cal o betún, transportaban el agua por gravedad a grandes cisternas y fuentes, y la vaciaban en vías fluviales donde la fuerza del agua se utilizaba para hacer girar muelas y otra maquinaria sencilla, o se dispensaba para su uso en la limpieza. Se permitía que el agua utilizada para beber y cocinar se filtrara a través de capas alternas de arena y carbón para eliminar las impurezas. Uno de los sistemas de agua mejor conservados de las misiones está en la Misión Santa Bárbara.

## Historia
A partir de 1492 con los viajes de Cristóbal Colón, el reino de España trató de establecer misiones para convertir al catolicismo a los indígenas de Nueva España (que consistía en el Caribe, México y la mayor parte de lo que es el suroeste de Estados Unidos). Esto facilitaría la colonización de estas tierras concedidas a España por la Iglesia Católica, incluyendo la región conocida más tarde como Alta California.

### Primera exploración española
Solo 48 años después de que Colón descubriera América para Europa, Francisco Vázquez de Coronado partió de Compostela, Nueva España, el 23 de febrero de 1540, al frente de una expedición. Acompañado por 400 hombres de armas (en su mayoría españoles), de 1300 a 2000 indios mexicanos aliados, varios esclavos indios y africanos y cuatro frailes franciscanos, viajó desde México a través de partes del sudoeste de Estados Unidos hasta lo que es Kansas entre 1540 y 1542. Dos años más tarde, el 27 de junio de 1542, Juan Rodríguez Cabrillo partió de Navidad y navegó por la costa de Baja California hasta la región de Alta California.

### Reclamación inglesa
Sir Francis Drake, un corsario inglés que saqueó barcos y asentamientos españoles, reclamó la región de Alta California para Inglaterra en 1579, casi 30 años antes del primer desembarco inglés en Jamestown (Virginia) en 1607. Durante su circunnavegación del mundo, Drake ancló en un puerto justo al norte de San Francisco, California, y reclamó el territorio para la reina Isabel I. Para preservar la paz con España y evitar la perspectiva de que España amenazara las reclamaciones de Inglaterra en el Nuevo Mundo, la reina Isabel I ordenó que se mantuviera en secreto el descubrimiento y la reclamación de Drake.

### Exploración rusa
No fue hasta 1741 cuando la monarquía española de Felipe V comenzó a considerar cómo proteger sus reclamaciones en la Alta California debido a las ambiciones territoriales de la Rusia zarista, expresadas en la expedición de Vitus Bering a lo largo de la costa occidental del continente norteamericano.

### Expansión española
California representa la «máxima marca de agua» de la expansión española en América del Norte, ya que fue la última y más septentrional colonia del continente. El sistema de las misiones surgió en parte de la necesidad de controlar las cada vez más grandes propiedades de España en el Nuevo Mundo. Al darse cuenta de que las colonias requerían una base de población alfabetizada que la madre patria no podía suministrar, el gobierno español (con la cooperación de la Iglesia) estableció una red de misiones para convertir a la población indígena al cristianismo. Su objetivo era lograr conversos y ciudadanos entre aquellos a los que conquistaban. Para convertirlos en ciudadanos españoles y habitantes productivos, el gobierno español y la Iglesia requerían a los indígenas que aprendieran el idioma español y habilidades profesionales junto con las enseñanzas cristianas.
Las estimaciones de la población indígena en California antes del contacto se basan en diferentes fuentes y varían sustancialmente, desde 133 000, a 225 000, hasta la cifra de 705 000, pertenecientes a más de 100 tribus diferentes.

El 29 de enero de 1767, el rey Carlos III ordenó al nuevo gobernador Gaspar de Portolá que expulsara por la fuerza a los jesuitas, que operaban bajo la autoridad del Papa y habían establecido una red de quince misiones en la península de Baja California. El visitador general José de Gálvez encargó a los franciscanos, bajo el liderazgo de Fray Junípero Serra, que se hicieran cargo de esos puestos de avanzada el 12 de marzo de 1768. Los sacerdotes cerraron o consolidaron varios de los asentamientos existentes, y también fundaron la Misión San Fernando Rey de España de Velicatá (la única misión franciscana en toda la Baja California) y la cercana Visita de la Presentación en 1769. Este plan, sin embargo, cambió a los pocos meses después de que Gálvez recibiera las siguientes órdenes: «Ocupar y fortificar San Diego y Monterrey para Dios y el Rey de España». La Iglesia ordenó a los sacerdotes de la orden dominicana que se hicieran cargo de las misiones de Baja California para que los franciscanos pudieran concentrarse en la fundación de nuevas misiones en Alta California.

### Etapa de las misiones (1769-1833)

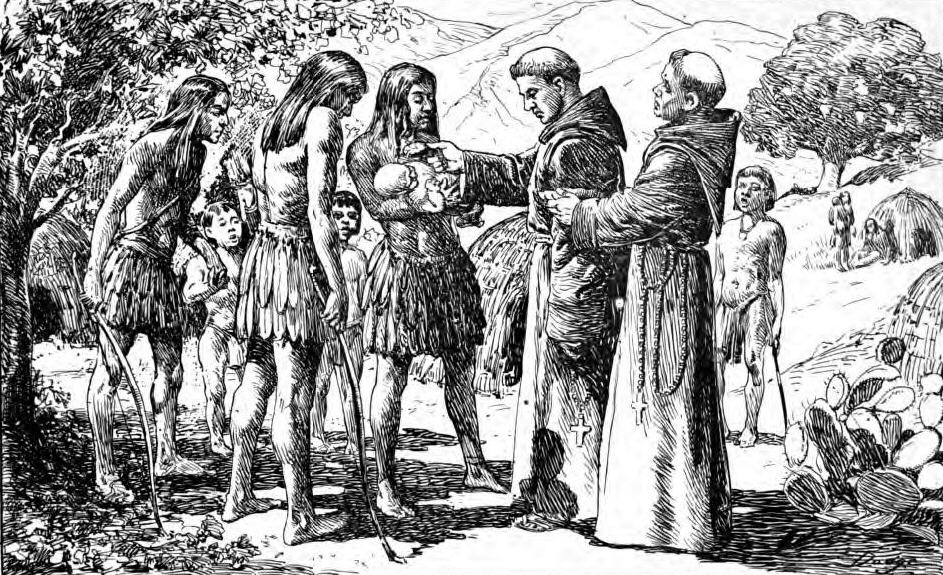
Los primeros bautismos registrados en Alta California fueron realizados en el Cañón de los Pequeños Cristianos.

El 14 de julio de 1769 Gálvez envió desde Loreto la expedición de Portolá para explorar las tierras del norte. El líder Gaspar de Portolá fue acompañado por un grupo de franciscanos liderados por Junípero Serra. El plan de Serra era extender la red de misiones hacia el norte de la península de Baja California, conectadas por una carretera y separadas por un día de viaje. La primera misión y presidio en Alta California fueron fundados en San Diego, la segunda en Monterrey.
En el camino a Monterrey, los reverendos Francisco Gómez y Juan Crespí se encontraron con un asentamiento indígena en el que se morían dos niñas: una, aún bebé, de la que se decía que «se moría en el pecho de su madre», y la otra una niña pequeña que sufría quemaduras. El 22 de julio, Gómez bautizó a la bebé, llamándola María Magdalena, mientras que Crespí bautizó a la niña mayor, llamándola Margarita. Estos fueron los primeros bautismos registrados en Alta California. Crespi apodó al lugar Los Cristianos. El grupo continuó hacia el norte pero no llegó al puerto de Monterrey y regresó a San Diego el 24 de enero de 1770. Cerca del final de 1769 la expedición de Portolá había alcanzado su punto más septentrional en San Francisco. En los años siguientes, la Corona Española envió varias expediciones de seguimiento para explorar más de la Alta California.

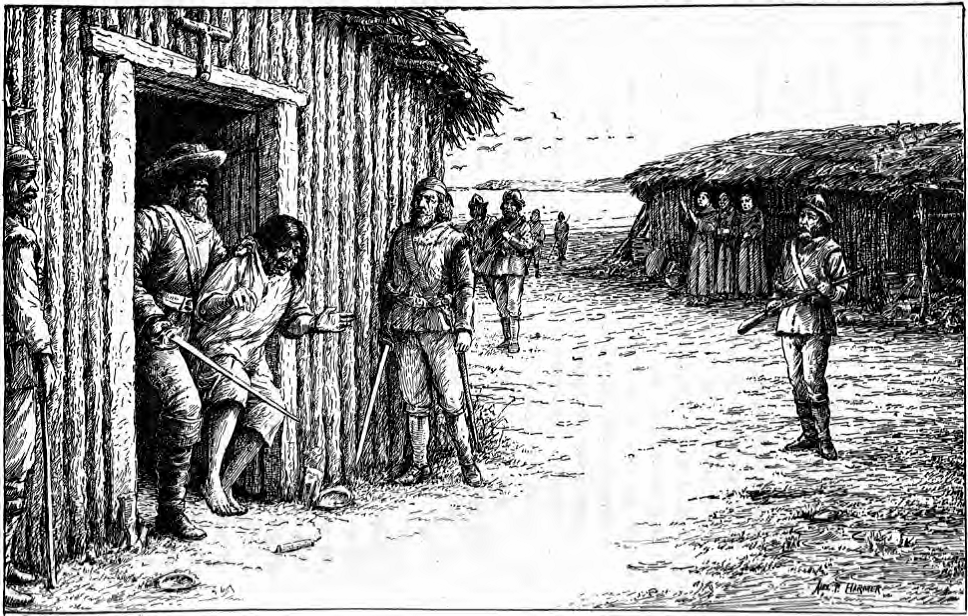
El capitán Fernando Rivera y Moncada violó el asilo eclesiástico de la Misión San Diego de Alcalá el 26 de marzo de 1776 cuando sacó por la fuerza a un neófito en desafío directo a los sacerdotes. El misionero Pedro Font describió más tarde la escena: «...Rivera entró en la capilla con la espada desenvainada...» Rivera y Moncada fue posteriormente excomulgado de la Iglesia Católica por sus acciones.

Cada misión debía ser entregada a un clérigo secular y todas las tierras comunes de la misión distribuidas entre la población nativa dentro de los diez años siguientes a su fundación, una política que se basaba en la experiencia de España con las tribus más avanzadas de México, América Central y Perú. Con el tiempo, se hizo evidente para el reverendo Serra y sus colaboradores que los nativos de la frontera norte de la Alta California requerían un período de aclimatación mucho más largo. Ninguna de las misiones de California llegó a ser completamente autosuficiente y requirió un apoyo financiero continuo (aunque modesto) de la madre España. Por consiguiente, el desarrollo de las misiones se financió con cargo al Fondo Piadoso de las Californias, que se originó en 1697 y consistía en donaciones voluntarias de particulares y entidades religiosas de México a miembros de la Compañía de Jesús, para que los misioneros pudieran propagar la fe católica en la zona que entonces se conocía como California. A partir del comienzo de la guerra de independencia mexicana en 1810, este apoyo desapareció en gran medida, y las misiones y los conversos fueron dejados a su suerte. A partir de 1800, la mano de obra nativa había constituido la columna vertebral de la economía colonial.
Podría decirse que «la peor epidemia de la era española en California» fue conocida como la epidemia de sarampión de 1806, en la que una cuarta parte de la población nativa americana de la misión del área de la bahía de San Francisco murió de sarampión o de complicaciones relacionadas entre marzo y mayo de ese año. En 1811, el virrey español en México envió un interrogatorio a todas las misiones de Alta California sobre las costumbres, la disposición y la condición de los indios de la misión. Las respuestas, que variaban enormemente en cuanto a la extensión, el espíritu e incluso el valor de la información que contenían, fueron recogidas y precedidas de una breve declaración general o resumen por parte del padre presidente; la compilación se remitió después al gobierno virreinal. El carácter contemporáneo de las respuestas, por incompletas o parciales que sean algunas, tiene sin embargo un valor considerable para los etnólogos modernos.

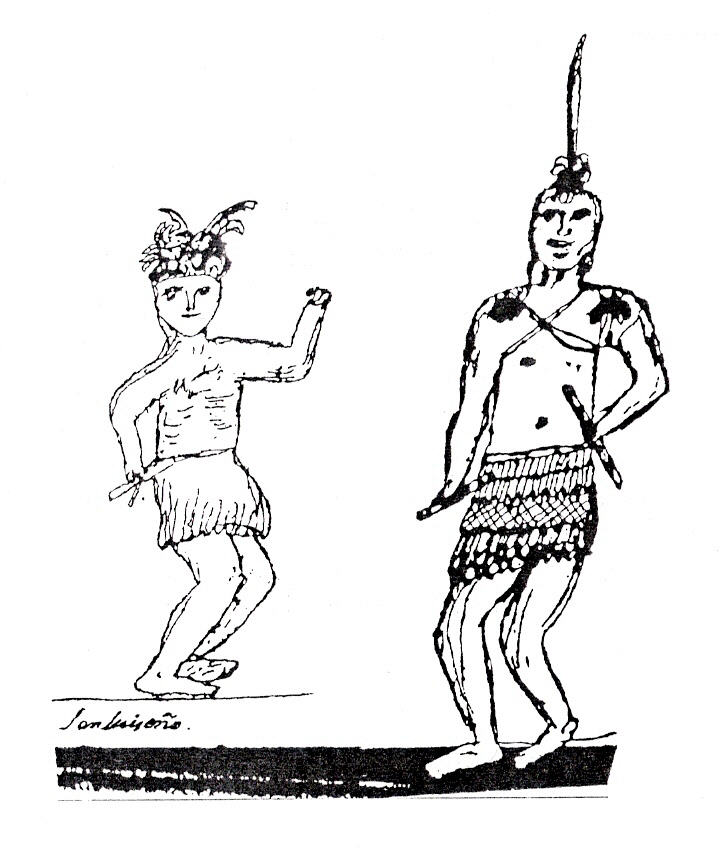
Pablo Tac, que vivió en la Misión San Luis Rey en las décadas de 1820 y 1830, realizó este dibujo que muestra a dos jóvenes con faldas de hilo y plumas, con adornos de plumas en sus cabezas, cascabeles en sus manos y (quizás) adornos pintados en sus cuerpos.

La colonización rusa de América alcanzó su punto más meridional con el establecimiento en 1812 de Fort Ross (krepost' rus), un asentamiento agrícola, científico y de comercio de pieles situado en el condado de Sonoma, California. En noviembre y diciembre de 1818, varias de las misiones fueron atacadas por Hipólito Bouchard, «el único pirata de California»; el Pirata Buchar (nombre con el que los lugareños conocían al corsario francés Bouchard), que navegaba bajo la bandera de Argentina, se abrió camino por la costa de California, realizando incursiones en las instalaciones de Monterrey, Santa Bárbara y San Juan Capistrano, con un éxito limitado. Al enterarse de los ataques, muchos sacerdotes de las misiones (junto con algunos funcionarios del gobierno) se refugiaron en la Misión Nuestra Señora de la Soledad, el puesto de avanzada más aislado de la red de misiones. Irónicamente, la Misión de Santa Cruz (aunque finalmente fue ignorada por los asaltantes) fue saqueada y vandalizada por los residentes locales a quienes se les confió la tarea de asegurar los objetos de valor de la iglesia.
Hacia 1819, España decidió limitar su «alcance» en el Nuevo Mundo al norte de California debido a los costes que implicaba el mantenimiento de estos remotos puestos avanzados; el asentamiento más septentrional es, por lo tanto, la Misión San Francisco Solano, fundada en Sonoma en 1823. Un intento de fundar una vigésima segunda misión en Santa Rosa en 1827 fue abortado. El último grupo de misioneros llegó a Alta California en 1833. Estos habían nacido en México (en lugar de españoles), y habían sido formados en el Colegio Apostólico de Nuestra Señora de Guadalupe en Zacatecas. Entre estos frailes estaba Francisco García Diego y Moreno, quien se convertiría en el primer obispo de la diócesis de ambas Californias. Estos frailes soportarían la mayor parte de los cambios provocados por la secularización y la ocupación de Estados Unidos, y muchos se verían marcados por las acusaciones de corrupción.

### Secularización
A medida que la república mexicana maduraba, aumentaron los llamamientos a la secularización de las misiones.
José María de Echeandía, el primer nativo mexicano elegido gobernador de Alta California, emitió una Proclamación de Emancipación el 25 de julio de 1826. Todos los indios de los distritos militares de San Diego, Santa Bárbara y Monterrey que se consideraron cualificados fueron liberados del gobierno misionero y reunieron los requisitos para convertirse en ciudadanos mexicanos. Los que deseaban permanecer bajo la tutela de la misión quedaban exentos de la mayoría de las formas de castigo corporal. Hacia 1830, incluso las propias poblaciones de neófitos parecían confiar en su propia capacidad para operar los ranchos y granjas de la misión de forma independiente; sin embargo, los sacerdotes dudaban de la capacidad de sus cargos a este respecto.
La aceleración de la inmigración, tanto mexicana como extranjera, aumentó la presión sobre el gobierno de Alta California para que incautara las propiedades de las misiones y desalojara a los nativos de acuerdo con la directiva de Echeandía. A pesar de que el plan de emancipación de este fue recibido con poco ánimo por los novicios que poblaban las misiones del sur, estaba decidido a probar el plan a gran escala en la Misión San Juan Capistrano. Para ello, nombró a varios comisionados para supervisar la emancipación de los indios. El gobierno mexicano aprobó una ley el 20 de diciembre de 1827 que ordenaba la expulsión de todos los españoles menores de sesenta años de los territorios mexicanos; sin embargo, el gobernador Echeandía intervino en nombre de algunos de los misioneros para evitar su deportación una vez que la ley entró en vigor en California.
El gobernador José Figueroa (que asumió el cargo en 1833) intentó inicialmente mantener intacto el sistema de misiones, pero el Congreso mexicano aprobó una ley para la secularización de las misiones de California el 17 de agosto de 1833, cuando el liberal Valentín Gómez Farías estaba al cargo. La ley también preveía la colonización tanto de la Alta como de la Baja California, cuyos gastos se sufragarían con los beneficios de la venta de las propiedades de las misiones a intereses privados.
La Misión San Juan Capistrano fue la primera en sentir los efectos de la secularización cuando, el 9 de agosto de 1834, el gobernador Figueroa emitió su Decreto de Confiscación. Otros nueve asentamientos le siguieron rápidamente, con seis más en 1835; San Buenaventura y San Francisco de Asís estuvieron entre los últimos en sucumbir, en junio y diciembre de 1836, respectivamente. Los franciscanos abandonaron poco después la mayoría de las misiones, llevándose consigo casi todo lo de valor, tras lo cual los lugareños solían saquear los edificios de la misión para obtener materiales de construcción. Las antiguas tierras de pastoreo de las misiones se dividieron en grandes concesiones de tierras llamadas ranchos, lo que aumentó enormemente el número de propiedades de tierras privadas en la Alta California. 

### Etapa de los ranchos (1834–1849)
Los pueblos indios de San Juan Capistrano, San Dieguito y Las Flores continuaron durante algún tiempo bajo una disposición de la Proclamación de 1826 del gobernador mexicano Echeandía que permitía la conversión parcial de las misiones en pueblos. Según una estimación, la población nativa en las misiones propiamente dichas y sus alrededores era de aproximadamente 80 000 personas en el momento de la confiscación; otros afirman que la población estatal había disminuido a aproximadamente 100 000 personas a principios de la década de 1840, debido en gran parte a la exposición de los nativos a las enfermedades europeas, a la práctica franciscana de enclaustrar a las mujeres en el convento y controlar la sexualidad durante la edad de procrear (el territorio de Baja California experimentó una reducción similar de la población nativa como resultado de los esfuerzos de colonización española en ese lugar). Además de las prácticas de los rancheros mexicanos como José María Amador, que empezaron a realizar matanzas indiscriminadas de indios a partir de 1837, en el actual condado de Amador.

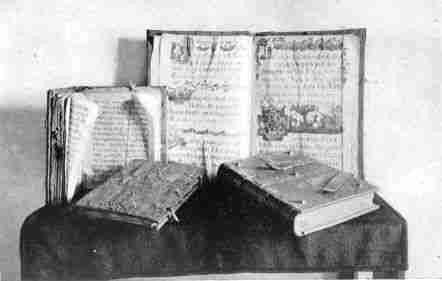
Misales de coro ilustrados en la Misión San Luis Rey de Francia en 1913.

Pío de Jesús Pico, el último gobernador mexicano de Alta California, al tomar posesión de su cargo descubrió que había pocos fondos disponibles para llevar a cabo los asuntos de la provincia. Convenció a la asamblea para que aprobara un decreto autorizando el alquiler o la venta de todas las propiedades de la misión, reservando solo la iglesia, la casa del cura y el edificio para el juzgado. Los gastos de la gestión de los servicios de la iglesia debían ser provistos a partir de las ganancias, pero no hubo ninguna disposición sobre lo que debía hacerse para asegurar los fondos para ese propósito. Después de la secularización, el padre presidente Narciso Durán trasladó la sede de las misiones a Santa Bárbara, convirtiendo así a la Misión Santa Bárbara en depositaria de unos 3000 documentos originales que habían sido dispersados por las misiones de California. El archivo de la Misión es la biblioteca más antigua del estado de California que aún permanece en manos de sus fundadores, los franciscanos (es la única misión en la que han mantenido una presencia ininterrumpida). Comenzando con los escritos de Hubert Howe Bancroft, la biblioteca ha servido como centro de estudio histórico de las misiones durante más de un siglo. En 1895 el periodista e historiador Charles Fletcher Lummis criticó el Acta y sus resultados, diciendo:

La desestabilización —un término cortés para el robo— por parte de México (en lugar de los nativos californianos que malinterpretaban al gobierno mexicano) en 1834, fue el golpe mortal del sistema de misiones. Las tierras fueron confiscadas; los edificios se vendieron por sumas míseras, y a menudo con fines de mendicidad. Los indios convertidos se dispersaron y murieron de hambre; los edificios nobles fueron saqueados por sus tejas y adobes...

### Estado de California (a partir de 1850)

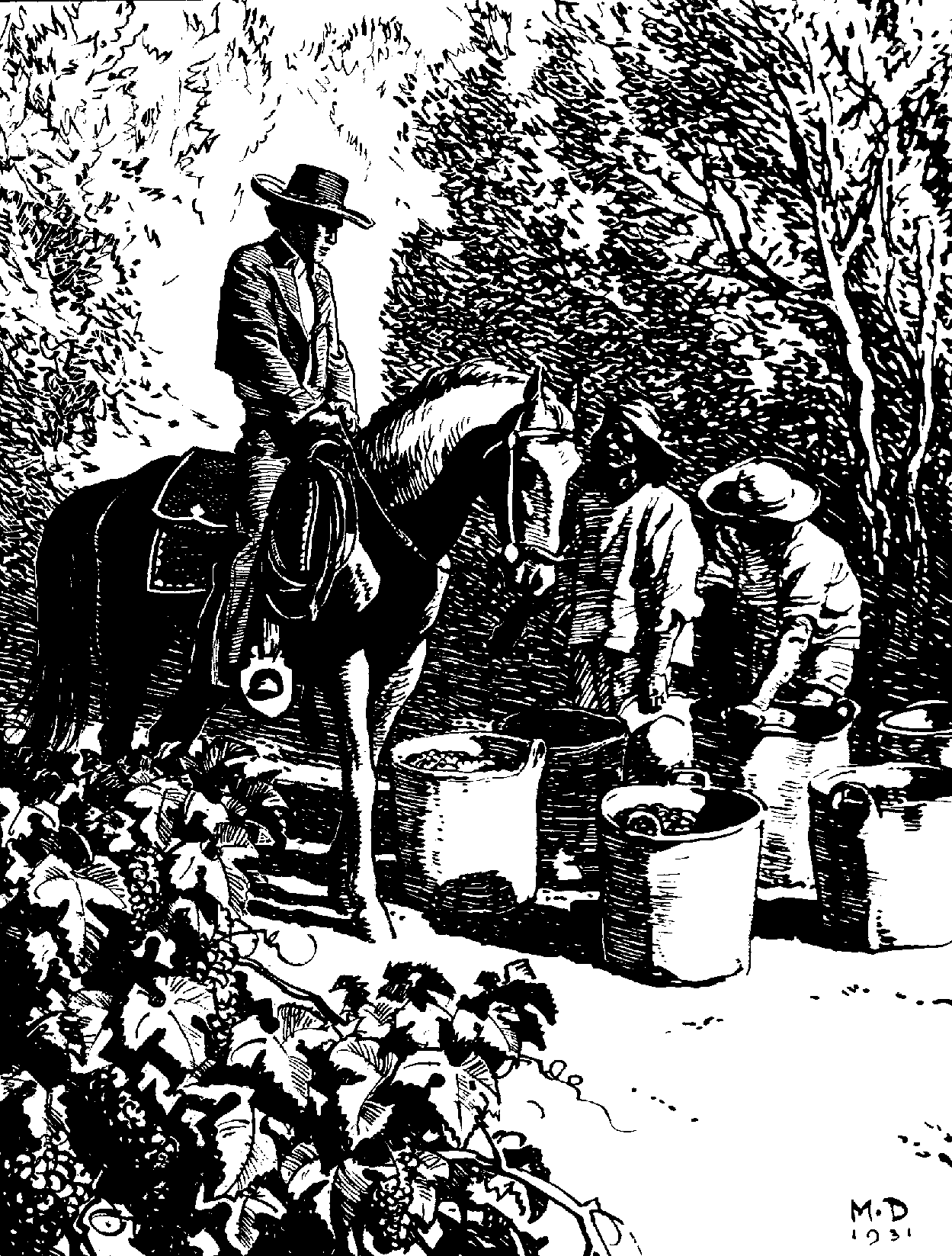
Hugo Reid, un crítico convencido del sistema de misiones y sus efectos en las poblaciones nativas, en el Rancho Santa Anita alrededor de 1850

No se dispone de cifras precisas sobre la disminución de la población de los indígenas de California. Un escritor, Gregory Orfalea, estima que la población antes del contacto se redujo en un 33 por ciento durante el dominio español y mexicano, principalmente a través de la introducción de enfermedades europeas, pero mucho más después de la toma de posesión de Estados Unidos en 1848, acrecentado por la masiva inmigración provocada por la Fiebre del oro de California. Para 1870, la pérdida de vidas indígenas era catastrófica. Hasta el 80 por ciento murió, dejando una población de unos 30 000 habitantes en 1870. Orfalea afirma que casi la mitad de las muertes de indígenas después de 1848 fueron asesinatos.
En 1837-38, una importante epidemia de viruela, propagada por la American Fur Company, devastó a las tribus nativas al norte de la bahía de San Francisco, en la jurisdicción de la Misión San Francisco Solano. El general mexicano Mariano Vallejo estimó que 70 000 personas murieron a causa de la enfermedad. El aliado de Vallejo, el jefe Sem-Yeto, fue uno de los pocos nativos que se vacunó, y uno de los pocos que sobrevivió.
Cuando las propiedades de las misiones se secularizaron entre 1834 y 1838, los aproximadamente 15 000 neófitos residentes perdieron toda la protección que el sistema les ofrecía. Mientras que bajo las leyes de secularización los nativos debían recibir hasta la mitad de las propiedades de la misión, esto nunca ocurrió. Los nativos perdieron cualquier bien que pudieran haber acumulado. Cuando California se convirtió en un estado de Estados Unidos, la ley de California les quitó el título legal de la tierra. En la ley del 30 de septiembre de 1850, el Congreso asignó fondos para permitir que el presidente nombrara a tres comisionados, O. M. Wozencraft, Redick McKee y George W. Barbour, para que estudiaran la situación de California y «...negociaran tratados con las diversas tribus indias de California». Las negociaciones de los tratados tuvieron lugar durante el período comprendido entre el 19 de marzo de 1851 y el 7 de enero de 1852, durante el cual la comisión interactuó con 402 jefes indios —que representaban aproximadamente entre un tercio y la mitad de las tribus de California— y suscribió dieciocho tratados.
La ley del senador de California William M. Gwin del 3 de marzo de 1851 creó la Comisión de Tierras Públicas, cuyo propósito era determinar la validez de las concesiones de tierras españolas y mexicanas en California. El 19 de febrero de 1853 el arzobispo J. S. Alemany presentó peticiones para la devolución de todas las antiguas tierras de misión del estado. La propiedad de 1051,44 acres (4,3 km²) (esencialmente el área exacta del terreno ocupado por los edificios, cementerios y jardines de la misión original) fue posteriormente transmitida a la Iglesia, junto con la Cañada de los Pinos (o College Rancho) en el condado de Santa Bárbara que comprendía 35 499,73 acres (143,7 km²), y La Laguna en el condado de San Luis Obispo, que consistía en 4157,02 acres (16,8 km²). Como resultado de una investigación del gobierno de los Estados Unidos en 1873, se asignaron varias reservas indias mediante una proclamación ejecutiva en 1875. El comisionado de asuntos indios informó en 1879 que el número de indios de la misión en el estado se había reducido a unos 3000.

### Legado y discusión sobre los nativos americanos
Existe una controversia sobre el tratamiento que el Departamento de Educación de California da a las misiones en el plan de estudios de la enseñanza básica; en la tradición del revisionismo histórico, se ha alegado que el plan de estudios «diluye» el duro tratamiento a los nativos americanos. Los antropólogos modernos citan un sesgo cultural por parte de los misioneros que los cegó ante la difícil situación de los nativos y les hizo desarrollar fuertes opiniones negativas sobre los indios de California. Las enfermedades europeas como la gripe, el sarampión, la tuberculosis, la gonorrea y la disentería causaron una reducción significativa de la población desde el primer encuentro hasta el siglo XIX, ya que los nativos americanos de California no tenían inmunidad a estas enfermedades.
El impacto que el sistema español de colonización tuvo en la California contemporánea no puede ser desestimado. Aunque cierta cooperación entre Iglesia y Estado, que era parte del sistema misionero de California, fue pronto descartada por el gobierno mexicano, no obstante proporcionó una base sobre la que pronto se establecerían formas de gobierno posteriores. Las primeras misiones y sus sub-misiones formaron el núcleo de lo que más tarde se convertiría en las principales áreas metropolitanas de San Francisco y Los Ángeles, así como muchos otros municipios más pequeños. Además de despejar el camino para los colonos españoles, mexicanos y más tarde estadounidenses, el sistema de las primeras misiones españolas estableció la viabilidad de las primeras economías occidentales de la ganadería y la agricultura que sobreviven en forma moderna en el estado contemporáneo. El sistema de misiones español actuó para «asentar y occidentalizar» California, pero lamentablemente lo hizo a expensas de la anterior cultura nativa americana de California que había precedido al sistema de misiones español.

## Administración, ubicación y distritos militares

### Padres presidentes del sistema
El padre presidente era el jefe de las misiones católicas en la Alta y Baja California. Hasta 1812 era nombrado por el Colegio de San Fernando de México, y desde ese año el cargo se conoció como prefecto comisario, que era nombrado por el comisario general de las Indias (un franciscano residente en España). A partir de 1831, se eligieron personas separadas para supervisar la Alta y la Baja California. Los padres presidentes fueron los siguientes:
- Junípero Serra (1769–1784)
- Francisco Palóu (presidente pro tempore) (1784–1785)
- Fermín Francisco de Lasuén (1785–1803)
- Pedro Estéban Tápis (1803–1812)
- José Francisco de Paula Señan (1812–1815)
- Mariano Payeras (1815–1820)
- José Francisco de Paula Señan (1820–1823)
- Vicente Francisco de Sarría (1823–1824)
- Narciso Durán (1824–1827)
- José Bernardo Sánchez (1827–1831)
- Narciso Durán (1831–1838)
- José Joaquin Jimeno (1838–1844)
- Narciso Durán (1844–1846)

### Cuartel general
- Misión de San Diego de Alcalá (1769–1771)
- Misión de San Carlos Borromeo de Carmelo (1771–1815)
- Misión de La Purísima Concepción (1815–1819)
- Misión de San Carlos Borromeo de Carmelo (1819–1824)
- Misión de San José (1824–1827)
- Misión de San Carlos Borromeo de Carmelo (1827–1830)
- Misión de San José (1830–1833)
- Misión de Santa Bárbara (1833–1846)

El padre Payeras y el padre Durán permanecieron en sus misiones durante sus mandatos como padre presidente, por lo que esos asentamientos se convirtieron en el cuartel general de facto (hasta 1833, cuando todos los registros de las misiones se trasladaron permanentemente a Santa Bárbara).

### Ubicación de las misiones

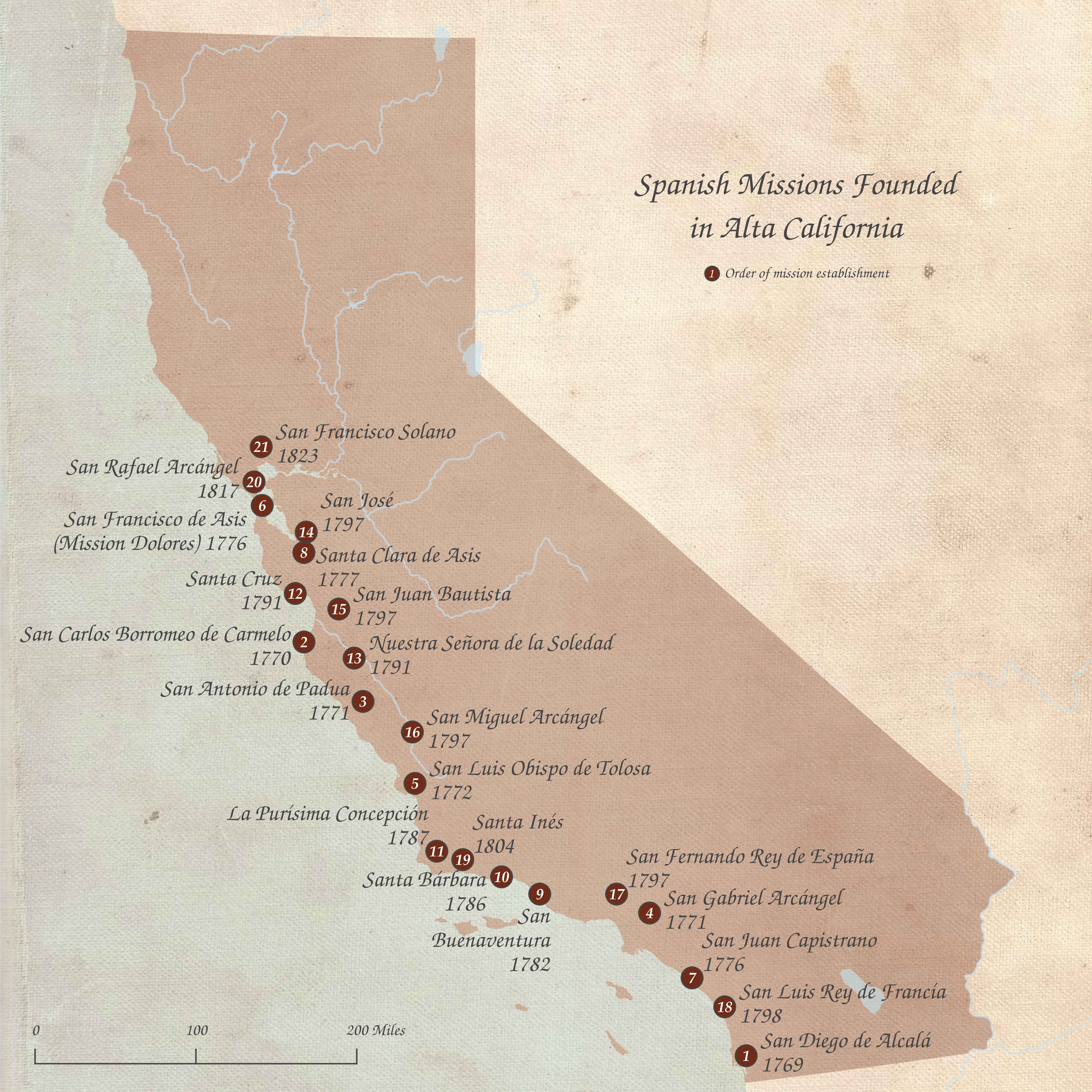
El Camino Real a partir de 1821 y la ubicación de las 21 misiones franciscanas en Alta California

En Alta California hubo 21 misiones acompañadas de puestos militares, desde San Diego a Sonoma. Para facilitar el viaje entre ellas a caballo y a pie, los asentamientos de las misiones estaban situados a unos 48 kilómetros de distancia, aproximadamente un día de viaje a caballo o tres días a pie. Todo el camino se convirtió posteriormente en el Sendero de la Misión de California, de 966 kilómetros de longitud. El transporte de carga pesada solo era práctico a través del mar. La tradición dice que los padres dispersaron semillas de mostaza a lo largo del sendero para marcarlo con flores de color amarillo brillante. Siguiendo el antiguo Camino Real hacia el norte, desde San Diego hasta Sonoma, las misiones eran:
| N.º | Nombre                                | Ubicación           | N.º | Nombre                              | Ubicación         |
| --- | ------------------------------------- | ------------------- | --- | ----------------------------------- | ----------------- |
| 1   | Misión San Diego de Alcalá            | San Diego           | 12  | Misión Santa Cruz                   | Santa Cruz        |
| 2   | Misión San Carlos Borromeo de Carmelo | Carmel-by-the-Sea   | 13  | Misión Nuestra Señora de la Soledad | Soledad           |
| 3   | Misión San Antonio de Padua           | Jolon               | 14  | Misión San José                     | Fremont           |
| 4   | Misión San Gabriel Arcángel           | San Gabriel         | 15  | Misión San Juan Bautista            | San Juan Bautista |
| 5   | Misión San Luis Obispo de Tolosa      | San Luis Obispo     | 16  | Misión San Miguel Arcángel          | San Miguel        |
| 6   | Misión San Francisco de Asís          | San Francisco       | 17  | Misión San Fernando Rey de España   | Los Ángeles       |
| 7   | Misión San Juan Capistrano            | San Juan Capistrano | 18  | Misión San Luis Rey de Francia      | Oceanside         |
| 8   | Misión Santa Clara de Asís            | Santa Clara         | 19  | Misión Santa Inés                   | Solvang           |
| 9   | Misión San Buenaventura               | Ventura             | 20  | Misión San Rafael Arcángel          | San Rafael        |
| 10  | Misión Santa Bárbara                  | Santa Bárbara       | 21  | Misión San Francisco Solano         | Sonoma            |
| 11  | Misión La Purísima Concepción         | Lompoc              |     |                                     |                   |

### Distritos militares

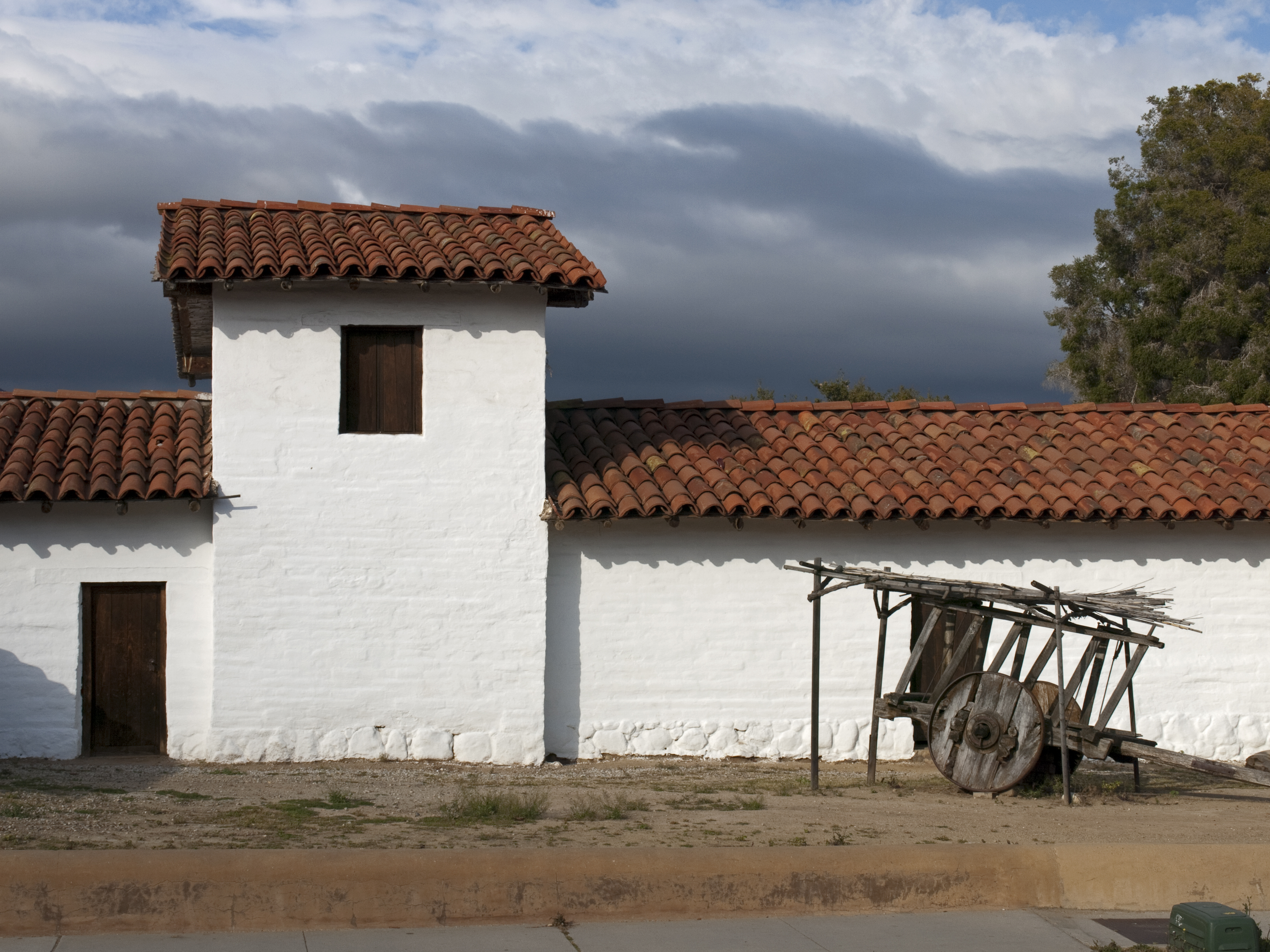
Presidio Real de Santa Bárbara

Durante el período de las misiones, la Alta California se dividió en cuatro distritos militares. Cada uno de ellos estaba dotado de un presidio situado estratégicamente a lo largo de la costa para proteger las misiones y otros asentamientos españoles en la Alta California. Cada uno de ellos funcionaba como una base de operaciones militares para una región específica. Eran independientes entre sí y se organizaban de sur a norte de la siguiente manera:
- Presidio Real de San Diego: fundado el 16 de julio de 1769,[112] era responsable de la defensa de todas las instalaciones ubicadas dentro del primer distrito militar (las misiones de San Diego, San Luis Rey, San Juan Capistrano y San Gabriel).[113]

- Presidio Real de Santa Bárbara: fundado el 12 de abril de 1782,[114] era responsable de la defensa de todas las instalaciones ubicadas dentro del segundo distrito militar (las misiones de San Fernando, San Buenaventura, Santa Bárbara, Santa Inés y La Purísima, junto con el Pueblo de Nuestra Señora la Reina de los Ángeles del Río de Porciúncula).[115]

- Presidio Real de San Carlos de Monterrey: fundado el 3 de junio de 1770,[116] era responsable de la defensa de todas las instalaciones ubicadas dentro del tercer distrito militar (las misiones de San Luis Obispo, San Miguel, San Antonio, Soledad, San Carlos y San Juan Bautista, junto con Villa Branciforte).[117]

- Presidio Real de San Francisco: fundado el 17 de diciembre de 1776,[118] era responsable de la defensa de todas las instalaciones ubicadas dentro del cuarto distrito militar (las misiones de Santa Cruz, San José, Santa Clara, San Francisco, San Rafael y Solano, junto con el Pueblo de San José de Guadalupe).[119]

- Presidio de Sonoma (conjunto compuesto de cuarteles, almacenes, viviendas y una torre de observación): fue establecido en 1836 por Mariano Guadalupe Vallejo como parte de la estrategia de México para detener las incursiones rusas en la región.[120] El presidio se convirtió en el nuevo cuartel general del ejército mexicano en California, mientras que los presidios restantes fueron esencialmente abandonados y, con el tiempo, cayeron en ruinas.

La lucha de poder entre Iglesia y Estado se intensificó y duró décadas. Originada como una disputa entre el reverendo Serra y Pedro Fages (gobernador militar de la Alta California de 1770 a 1774, que consideraba las instalaciones españolas en California como instituciones militares en primer lugar y puestos de avanzada religiosos en segundo lugar), la incómoda relación persistió durante más de sesenta años. Dependientes el uno del otro para su propia supervivencia, los líderes militares y los padres de las misiones adoptaron, sin embargo, posturas contradictorias en relación con todo, desde los derechos sobre la tierra, la asignación de suministros, la protección de las misiones, las tendencias criminales de los soldados y (en particular) el estatus de las poblaciones nativas.

## Las misiones en época contemporánea

### Restauración de edificios

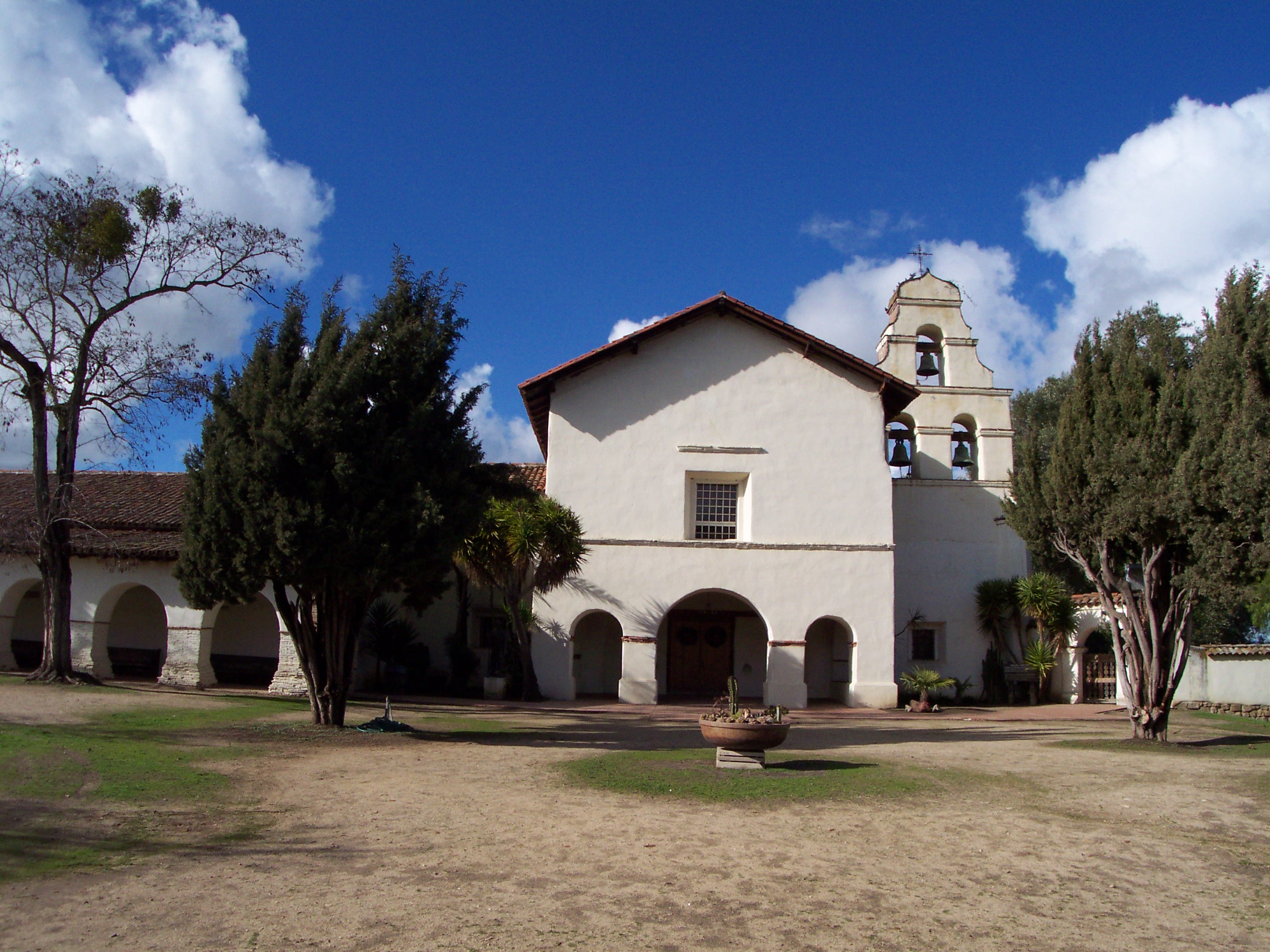
Vista de la Misión San Juan Bautista restaurada, con su campanario, en 2004

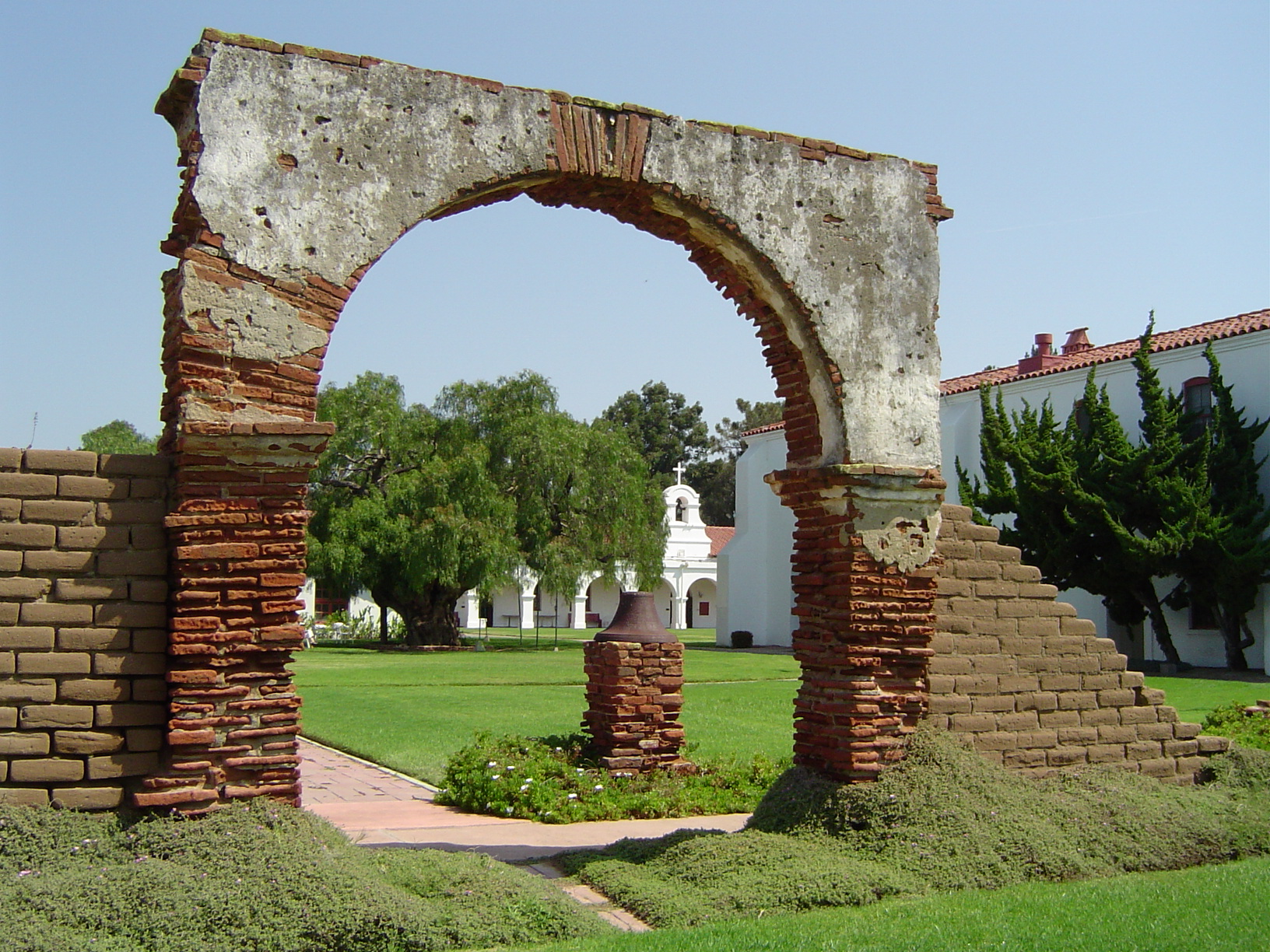
Patio de la Misión San Luis Rey de Francia, con el pimentero más antiguo de California, plantado en 1830, visible a través del arco.

Ningún otro grupo de estructuras en Estados Unidos suscita el interés que inspiran las misiones de California (California es el lugar con mayor número de misiones conservadas que se encuentran en cualquier estado de Estados Unidos). Las misiones son, en conjunto, el elemento histórico más conocido de las regiones costeras de California:
- La mayoría de las misiones siguen siendo dirigidas y gestionadas por alguna entidad de la Iglesia Católica.
- Tres de las misiones todavía están bajo los auspicios de la Orden Franciscana (Santa Bárbara, San Miguel Arcángel y San Luis Rey de Francia).
- Cuatro de las misiones (San Diego de Alcalá, San Carlos Borromeo de Carmelo, San Francisco de Asís y San Juan Capistrano) han sido designadas basílicas menores por la Santa Sede debido a su importancia cultural, histórica, arquitectónica y religiosa.
- La Misión La Purísima Concepción, la Misión San Francisco Solano, y la única estructura de la Misión Santa Cruz que permanece en pie son propiedad del Departamento de Parques y Recreación de California y son gestionadas como Parques Históricos del Estado;
- Siete sitios de las misiones están designados como Hitos Históricos Nacionales, catorce están inscritos en el Registro Nacional de Lugares Históricos, y todos están designados como Hitos Históricos de California por su importancia histórica, arquitectónica y arqueológica.

Debido a que prácticamente todas las obras de las misiones tenían un propósito devocional o didáctico, no había ninguna razón de fondo para que los residentes de la misión documentaran sus alrededores gráficamente; sin embargo, los visitantes las encontraban como objetos de curiosidad. Durante el decenio de 1850 varios artistas encontraron un empleo remunerado como dibujantes adjuntos a las expediciones enviadas para trazar el mapa de la costa del Pacífico y la frontera entre California y México (así como para trazar las posibles rutas del ferrocarril); muchos de los dibujos se reprodujeron como litografías en los informes de las expediciones.
En 1875 el ilustrador estadounidense Henry Chapman Ford comenzó a visitar cada una de las veintiún misiones, gracias a lo cual creó un importante portafolio de acuarelas, óleos y grabados. Sus representaciones de las misiones fueron, en parte, responsables del resurgimiento del interés por el patrimonio español del estado, e indirectamente de la restauración de las misiones. En la década de 1880 aparecieron varios artículos sobre las misiones en publicaciones nacionales y los primeros libros sobre el tema; como resultado, un gran número de artistas realizaron una o más pinturas de las misiones, aunque pocos realizaron una serie.
La popularidad de las misiones también se debió en gran medida a la novela de 1884 Ramona, de Helen Hunt Jackson, y a los esfuerzos posteriores de Charles Fletcher Lummis, William Randolph Hearst y otros miembros del Landmarks Club of Southern California para restaurar tres de las misiones del sur a principios del siglo XX (San Juan Capistrano, San Diego de Alcalá y San Fernando; la Asistencia San Antonio de Pala también fue restaurada gracias a este esfuerzo). Lummis escribió en 1895:

Dentro de diez años, a menos que nuestra inteligencia despierte de inmediato, no quedará de estos nobles conjuntos nada más que unos indeterminados montones de adobe. Mereceremos y tendremos el desprecio de toda la gente sensata si sufrimos la caída de nuestras nobles misiones.

Reconociendo la magnitud de los esfuerzos de restauración necesarios y la urgente necesidad de haber actuado rápidamente para evitar una mayor o incluso total degradación, Lummis pasó a declarar:

No es exagerado decir que el poder humano no podría haber restaurado estas cuatro misiones si hubiera habido un retraso de cinco años en el intento.

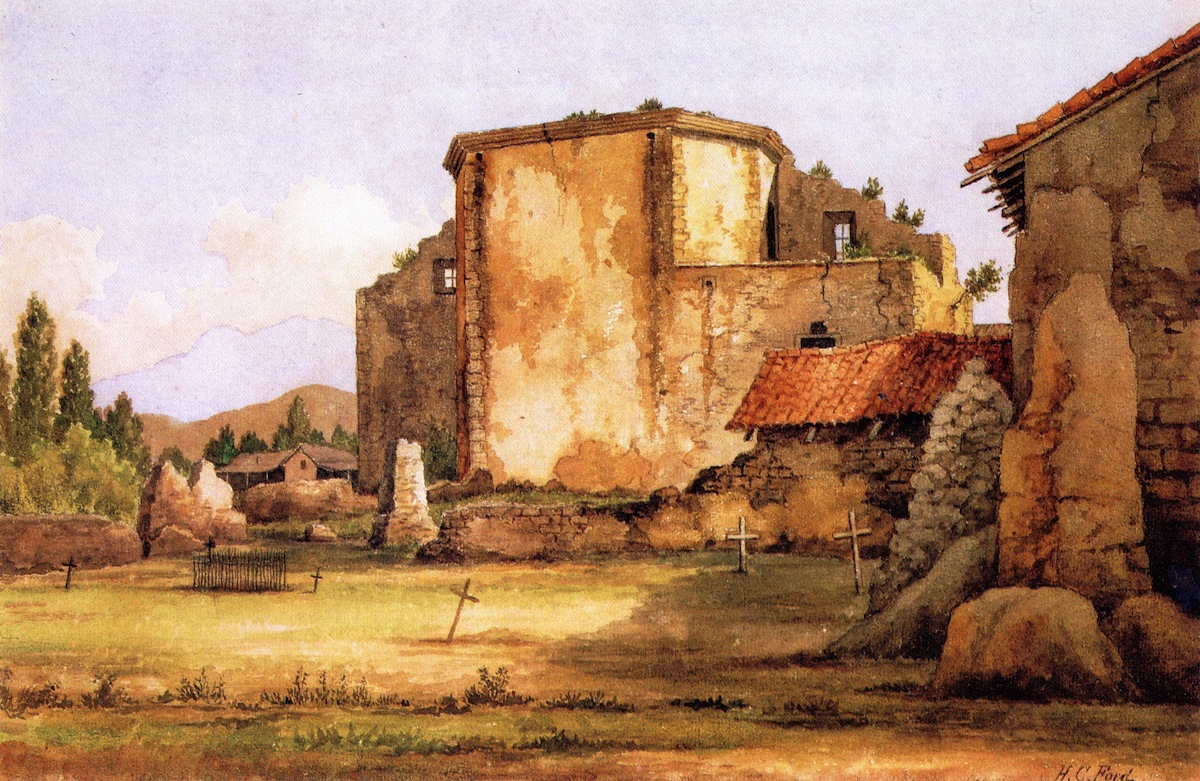
Misión San Juan de Capistrano, por Henry Chapman Ford, 1880. La obra representa la parte trasera de la Gran Iglesia de Piedra y parte del camposanto de la misión

En 1911 el autor John Steven McGroarty escribió The Mission Play, un espectáculo de tres horas que describía las misiones de California desde su fundación en 1769, pasando por la secularización en 1834, y terminando con su ruina final en 1847. 
En época contemporánea, las misiones existen en diversos grados de integridad arquitectónica y solidez estructural. Las estructuras más comunes que existen en los terrenos de las misiones incluyen el edificio de la iglesia y un ala auxiliar del convento. En algunos casos (en San Rafael, Santa Cruz y Soledad, por ejemplo), los edificios son réplicas construidas en el sitio original o cerca de él. Otros recintos de misiones permanecen relativamente intactos y fieles a su construcción original de la etapa de las misiones.
Un ejemplo notable de un complejo intacto es la Misión San Miguel Arcángel: su capilla conserva los murales interiores originales creados por los indios salineros bajo la dirección de Esteban Munras, artista y último diplomático español en California. Esta estructura estuvo cerrada al público desde 2003 hasta 2009 debido a los graves daños causados por el terremoto de San Simeón. Muchas misiones han conservado (o en algunos casos reconstruido) estructuras históricas además de los edificios de las capillas.
Las misiones se han ganado un lugar prominente en la conciencia histórica de California, y un flujo constante de turistas de todo el mundo las visitan. En reconocimiento de este hecho, el 30 de noviembre de 2004 el presidente George W. Bush firmó HR 1446, la Ley de Preservación de las Misiones de California. La medida proporcionó 10 millones de dólares durante un período de cinco años a la Fundación de las Misiones de California para proyectos relacionados con la preservación física de las misiones, incluida la rehabilitación estructural, la estabilización y la conservación del arte y los objetos de las misiones. La Fundación de las Misiones de California, organización voluntaria y exenta de impuestos, fue fundada en 1998 por Richard Ameil, un californiano de octava generación. También se ha propuesto un cambio en la Constitución de California que permitiría el uso de fondos del Estado en los esfuerzos de restauración.